# 蚌埠市
32°55′3.45″N 117°22′56.70″E / 32.9176250°N 117.3824167°E
蚌埠市，简称蚌，舊作蜯埠、蜯埔，别名珠城，是中华人民共和国安徽省下辖的地级市、安徽省重要枢纽城市、皖北地区的商贸中心、加工制造业中心与邮电通讯指挥调度中心。蚌埠位于华北平原南端京沪铁路和淮南铁路的交汇点，淮河穿城而过，临近凤阳、宿州。蚌埠市下辖龙子湖区、蚌山区、禹会区、淮上区四个市辖区，管辖怀远县、五河县和固镇县三个县，全市总面积5,952平方公里，其中市区面积601.5平方公里。全市户籍总人口379.52万人，常住人口329.64万人，其中城镇常住人口160万。市人民政府駐蚌山区东海大道3115号。
蚌埠素有“禹会诸侯地，淮上明珠城”之称。史载蚌埠地区“乃古采珠之地”，采珠船舶在此停留，该地设渡成埠，史称蚌埠渡，继而有蚌埠村、蚌埠集等称谓。因此，蚌埠又被誉为“珠城”。蚌埠依托淮河发展水运，是千里淮河第一大港口城市，蚌埠港现已发展成为拥有河海联运能力的综合性大港。
蚌埠地区历史悠久，旧石器時代以来即有人类活动，最早可追溯至距今约3万年左右的五河西尤遗址。距今约7300年前的双墩遗址是新石器时代遗存，证明淮河流域是中国古代文明的发祥地之一。属于龙山文化中晚期的禹会村遗址，被认为与大禹会诸侯的传说有关。而蚌埠城区在近代迅速发展成为皖北地区的商贸重镇，主要得益于津浦铁路的通车与淮河水运的日趋兴盛，因此也有“火车拉来的城市”之说。1947年初蚌埠设市，直属安徽省，是安徽省第一个设市的省辖市。
蚌埠是国家区域中心城市、全国性综合交通枢纽、淮河流域中心城市、皖北地区中心城市、安徽省旅游中心城市、全国文明城市。同时，蚌埠也是淮河生态经济带核心城市、合芜蚌自主创新综合配套改革试验区核心城市。

## 地名由来
古代，淮河出怀远荆山口至蚌埠地域，水流趋缓，水质清澈，水草繁盛，适宜河蚌繁殖，且蚌中出珠。清《凤阳府志》记载：“蚌步集在灵璧西南160里，乃古采珠之地。”
明洪武年間，钟离改為中立縣、臨淮縣，增設鳳陽縣；今蚌埠市區西屬懷遠縣，東屬鳳陽縣；今固鎮縣分屬宿州及懷遠、靈璧、五河、鳳陽縣。《尚书·禹贡》中记载：“泗滨浮磬，淮夷蠙珠暨鱼。”意即泗水附近产一种青石，可以雕琢磬，蠙就是蚌，此蚌出珠。采珠船舶在此停留，该地设渡成埠，史称蚌埠渡，继而有蚌埠村、蚌埠集等称谓。因此，蚌埠又称珠城。

## 历史

### 古代

#### 早期文明
蚌埠地区历史最早可追溯至距今约3万年左右的五河西尤遗址。夏代，现蚌埠西和怀远县属涂山氏国，市区东部属钟离国。
今蚌埠地域曾为淮夷族聚居区。传说大禹治水南下淮泗，在涂山娶涂山氏女为妻，并生启。位于涂山脚下禹会村的禹墟遗址，兼具黄河中下游和长江下游文化特征，表明4200多年前华夏文明即在蚌埠地区融合发展。

#### 封建時期
春秋戰國時期，今一市三縣地域曾分別為徐方、魯、宋、吳、越、楚等國的邑地。
秦朝建立後統一實行郡縣制，今淮河南岸懷遠、蚌埠地域屬九江郡曲陽、鍾離等縣分領，今淮河北岸懷遠、蚌埠、固鎮、五河地域為泗水郡蘄、徐等縣分領。後迭經變更，歷經西漢、東漢、兩晉南北朝、隋、唐、五代十國，至南宋寶祐五年（1257年），始置懷遠軍及荊山縣，轄今懷遠縣及蚌埠市區西部、固鎮縣一部，今蚌埠市區東部屬濠州鍾離縣；南宋咸淳七年（1271年）始置淮安軍及五河縣。南宋、金對峙時期，今固鎮縣先為宿州蘄縣、靈璧縣及泗州虹縣分領，後為宿州、靈璧、荊山、五河等縣分領。  
元至元二十八年（1291年）撤銷懷遠軍，改荊山縣為懷遠縣，今蚌埠市區西屬懷遠縣，東屬鍾離縣；今固鎮縣為宿州及靈璧、五河、懷遠縣分領，五河縣屬泗州。
明洪武年間，鍾離縣先後改為中立縣、臨淮縣，增設鳳陽縣；今蚌埠市區西屬懷遠縣，東屬鳳陽縣；今固鎮縣分屬宿州及懷遠、靈璧、五河、鳳陽縣。
清同治二年(1863年)，劃鳳陽縣馬村溝以西、懷遠縣席家溝以東、靈璧縣後樓各一片地域為蚌埠轄地，在淮河北小蚌埠正街原鳳陽縣主簿衙署設立三縣司（後遷至淮河南老大街），為蚌埠最早的地方行政機構。三縣司脫離三縣所轄,直屬鳳陽府衙。同時，三縣司由三縣會委一名佐雜，帶10多名兵丁常駐蚌，專管蚌埠一方行政治安之事。最早的三縣司行政長官，由鳳陽人王福堂充任。三縣司機構主要負責處理民事糾紛,兼有司法、行政兩權。但縣司並不勤於政務。
1909年，津浦铁路蚌埠淮河桥开工建设。1911年淮河桥和蚌埠火车站建成后，逐渐形成较为繁华的地区。

### 近现代

#### 中華民國
1912年中華民國成立，首都南京，蚌埠的地理位置，决定了其保衛首都的重要軍事地位。民國元年，蚌埠為鳳陽縣轄區，三縣司廢。在蚌埠設置二區保衛團團防局，局長由蔣雲卿擔任，民國2年底，軍閥倪嗣沖在蚌督皖，靠警察機構代行地方政務，區團防局作為行政機構只徒具虛名。民國14年10月，直系軍及奉系軍在蚌埠爆發蚌埠戰鬥，民國16年北伐勝利後，團防局撤銷。鳳陽縣在蚌埠設區公所。區長有年更一次者，有數月更一次者。1929年1月，蚌埠曾籌備建市，並成立市政籌備處，由裴益祥主持。但至翌年春，該籌備處即撤銷。 民國21年，鳳陽縣改為自治區，將原17個區並為10個區，蚌埠為第七區，仍設區公所。民國24年，鳳陽縣行政區劃調並為4個區,蚌埠為其第二區，設區署。
1937年中日戰爭全面爆發，当时國民政府在蚌埠驻有重兵，桂系廖磊的第七军，东北俞学忠的第五十一军，均驻扎此地，统归第五战区司令官李宗仁指挥。日軍为侵占这一重要据点，先以大批飞机侦察轰炸，接着以排炮(即多门大炮同时发射)为掩护，并以铁甲车为前锋，沿铁路线两侧，乘隙攻击进犯。终于在1938年2月21日，日军分由凤阳刘府、临淮关、长淮卫及沿着淮河南岸分数路合笼。在沿淮河进犯时，用小汽艇散放烟幕掩护，进入蚌埠市区。国军不敵，向徐州方向撤退。在抗战時期，蚌埠為日本所扶持的安徽省維新政府和安徽省政府所在地。

#### 抗战時期
民國27年暨1938年，汪政府安徽省政府成立，省府设在蚌埠， 至此，蚌埠便成为抗战時期安徽的政治、经济、文化和交通中心，也成为迁往重庆的国民政府對日斗争的主要地区。
同年，日本軍攻占蚌埠，在日本統治時期，日本扶持建立了投日的地方政府并與漢奸相勾結，在幾條狹窄的馬路邊開設洋行和俱樂部。 日本在蚌埠設的洋行眾多，較大的有三井洋行、東棉洋行、三菱洋行、揚子蛋品公司、東芝洋行、三洋株式會社、江南株式會社等等，這些洋行由日本的大小資本家掌管。 日本設立各色洋行的目的，是把占領區變成原料補給基地和市場。此外日本在三號碼頭建立了上海內河輪船公司蚌埠分公司，出售客票，日本人還經營控制著內河水上所有的貨物運輸。資料顯示，抗战時期的蚌埠水陸運輸繁忙，且目的地幾乎涉及所有日占區。日軍利用沈席儒，在蚌埠開設俱樂部，實際是公開的賭場。

#### 國共內戰
抗日戰爭勝利後，懷遠縣改屬安徽省第十專區，鳳陽縣先後改屬安徽省第九專區、第五專區，五河縣屬安徽省第四專區。民國34年11月25日，經安徽省主席李品仙頒令，報準國民政府行政院（重庆）核備，蚌埠重新成立市政籌備處，於民國35年1月起接管蚌埠行政事務。1946年11月，蚌埠成立市政籌備處，脫離鳳陽縣，轄原屬鳳陽縣的淮河以南部分地區和淮河以北小蚌埠地區。
1947年1月1日，經南京国民政府行政院内政部批准，蚌埠正式設市，直屬安徽省，為安徽省第一個設市的城市。市政府即日成立，李品和為蚌埠市首任市長。市政府建立後，正值國內全面內戰。市政府為維護國民政府統治，很快建立起保甲組織，按照“每甲10-30戶，每保10-30甲，每區10-30保”的原則，全市共設5區98保1887甲。
国军在辽沈战役中节节失利，令蒋介石预感到东北方面败局已定。考虑到下一步解放军中野有进攻郑州与华野在江淮地区会合的可能，为加强对防守中原和华东地区，扭转不利态势，巩固江淮、屏障南京，国军集结了五个兵团和三个绥靖区的部队共80万人，以徐州为中心，利用津浦、陇海两条铁路，组成东起海州、西迄商丘、北起临城、南达蚌埠，“一点两线”的防御阵线，采取战略守势，准备抗击共军的进攻。1948年10月下旬，国军调整了战略部署，按照白崇禧“守江必守淮”的指导思想，将徐州剿总的兵力向蚌埠方向转进，重点守备淮河一线。1948年11月6日夜，解放军华东野战军发起淮海战役（又称徐蚌会战）。此战对全中国乃至世界冷戰局势走向都有深远影响。
1949年1月20日，蚌埠被解放军攻克。1949年10月1日中共建政，蚌埠市、懷遠縣、五河縣屬皖北行署，今固鎮縣分屬宿州市、五河县、靈璧县、懷遠县4個縣。

### 当代
1952年4月，蚌埠市直屬安徽省；宿縣、五河、靈璧、懷遠4縣改屬安徽省宿縣專區，1956年1月改屬蚌埠專區，1961年4月仍屬宿縣專區。 1964年10月，析宿縣、懷遠縣、五河縣、靈璧縣各一部分地區置固鎮縣，屬宿縣專區。 1971年宿縣專區改為地區。1983年7月，懷遠縣、五河縣、固鎮縣由宿縣地區改劃屬蚌埠市至今。
中華人民共和國建國后，蚌埠是國內為數不多的重要工業城市，有著良好的輕、重工業基礎。 “一五”期間的100個重點項目，蚌埠一地即佔3項 。这时期，蚌埠市经济实力位居全省第二，之后由于交通的优势地位受到削弱、外部区域环境的变化，经济发展活力渐渐不足，城市地位下降，但仍是安徽北部的重要城市和交通枢纽。随着安徽省区域经济发展战略思路的调整，蚌埠成为安徽省重点培育的中心城市之一。

## 地理

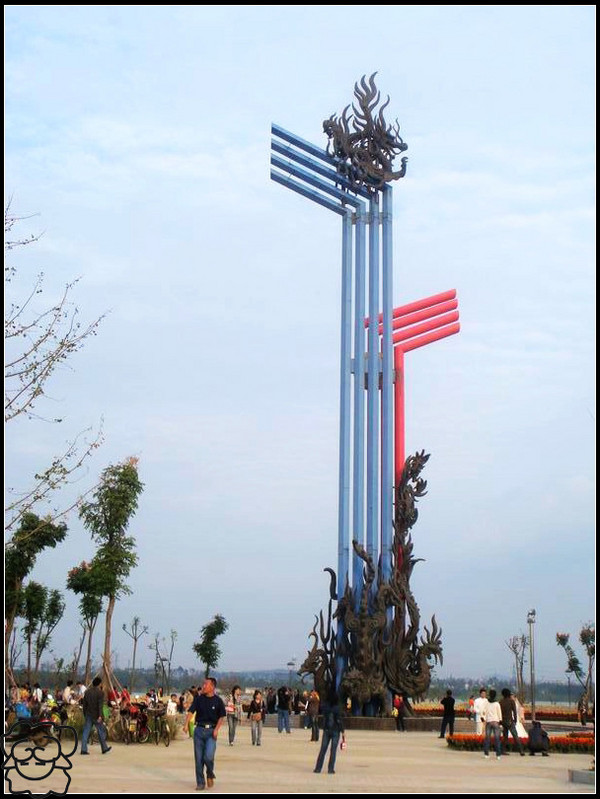
位于龙子湖西岸的中国南北分界雕塑

### 位置范围
蚌埠市位于东经116°45′-118°04′，北纬32°43′至33°30′之间，其中市区位于东经117°31′-117°11′、北纬33°01′-32°49′之间，东至五河县浮山峡山口，与明光市和江苏省泗洪县毗邻；西至怀远县万福镇关圩村颜李庄，与蒙城县、凤台县搭界；北至固镇县大韩家西北的沱河中心线，与濉溪县、宿州市、灵璧县、泗县接壤；南至怀远县常坟镇新桥村新庄南，与淮南市、凤阳县相连。全市东西长135km，南北宽86.5km。
蚌埠市地处安徽省北部淮河流域，京沪铁路与淮南铁路相连，淮河以北处于淮北平原南端，以南处于江淮丘陵区。

### 地形
蚌埠市位于安徽省东北部，淮河中游，地处安徽省淮北平原和江淮丘陵的交接地带，地形以平原为主。地势西北高，东南低，自然坡降约为万分之一。南部地区分布有少量的丘陵和台地。
淮河穿行在怀远县荆山、涂山之间和五河县铁锁岭、浮山处，形成峡口荆山峡和浮山峡。

### 地质
蚌埠地区的地质构造较为复杂，东西向和北东向呈断裂发育。其中，东西向以太古代变质岩所构成的复背斜为基础，背斜的北翼是新生代断陷盆地。全市位于中朝准地台南缘的淮河台坳中部，次级构造单元为蚌埠台拱。
蚌埠所在的地层发育不全，基岩露头零星，全市位于华北地层区的淮河地层分区。蚌埠的地表以大面积沉积物覆盖。岩石地层主要是侵入岩和变质岩，还有少量花岗岩、云母、钾长石、蛇纹岩、重晶石、石棉第四纪松散沉积物等。 已发现矿床（点）38处，矿种约22种。

### 水文
蚌埠市的水资源较为丰富，最大的自然地表水是淮河，共有水面409km2，年平均径流深244mm，相应流量为14.34亿m3。
淮河以北河流湖泊较多，有江北水乡的特点，较大的地表水和湖泊有沱河、浍河、北淝河、澥河、涡河、芡河、茨淮新河、怀洪新河、香涧湖、沱湖、天井湖、四方湖等。淮河以南的地形以小的丘陵为主，较大的地表水仅有天河、龙子河等。
地下水资源主要分布在蚌埠市所辖三县，有埋藏浅、水质好、储量大的特点，地下水资源较为丰富。

### 气候
蚌埠四季分明，气候湿润，处于秦岭—淮河天然气候分界线上。在气候区划中，位于亚热带季风气候与温带季风气候的过渡地带，季风显著，四季分明，雨量适中，光照充足。
全市年平均气温和降水量由南向北略有降低，农作物熟制为一年两熟。受季风影响，降水量的季节分配不均。每年6月下旬至7月中旬，常有20天左右的连续阴雨天气，俗称梅雨季。以下图表显示了蚌埠地区气候的平均数据：
| 1981−2010年间蚌埠市的平均气象数据                                                     | 1981−2010年间蚌埠市的平均气象数据 | 1981−2010年间蚌埠市的平均气象数据 | 1981−2010年间蚌埠市的平均气象数据 | 1981−2010年间蚌埠市的平均气象数据 | 1981−2010年间蚌埠市的平均气象数据 | 1981−2010年间蚌埠市的平均气象数据 | 1981−2010年间蚌埠市的平均气象数据 | 1981−2010年间蚌埠市的平均气象数据 | 1981−2010年间蚌埠市的平均气象数据 | 1981−2010年间蚌埠市的平均气象数据 | 1981−2010年间蚌埠市的平均气象数据 | 1981−2010年间蚌埠市的平均气象数据 | 1981−2010年间蚌埠市的平均气象数据 |
| 月份                                                                                  | 1月                               | 2月                               | 3月                               | 4月                               | 5月                               | 6月                               | 7月                               | 8月                               | 9月                               | 10月                              | 11月                              | 12月                              | 全年                              |
| ------------------------------------------------------------------------------------- | --------------------------------- | --------------------------------- | --------------------------------- | --------------------------------- | --------------------------------- | --------------------------------- | --------------------------------- | --------------------------------- | --------------------------------- | --------------------------------- | --------------------------------- | --------------------------------- | --------------------------------- |
| 历史最高温 °C（°F）                                                                   | 21.3 (70.3)                       | 25.7 (78.3)                       | 30.9 (87.6)                       | 35.2 (95.4)                       | 37.6 (99.7)                       | 40.7 (105.3)                      | 40.3 (104.5)                      | 41.3 (106.3)                      | 38.5 (101.3)                      | 34.4 (93.9)                       | 29.8 (85.6)                       | 22.6 (72.7)                       | 41.3 (106.3)                      |
| 平均高温 °C（°F）                                                                     | 6.5 (43.7)                        | 9.1 (48.4)                        | 14.3 (57.7)                       | 21.3 (70.3)                       | 26.8 (80.2)                       | 30.3 (86.5)                       | 32.1 (89.8)                       | 31.3 (88.3)                       | 27.4 (81.3)                       | 22.4 (72.3)                       | 15.7 (60.3)                       | 9.2 (48.6)                        | 20.5 (68.9)                       |
| 日均气温 °C（°F）                                                                     | 2.0 (35.6)                        | 4.5 (40.1)                        | 9.3 (48.7)                        | 16.0 (60.8)                       | 21.5 (70.7)                       | 25.5 (77.9)                       | 28.1 (82.6)                       | 27.2 (81.0)                       | 22.9 (73.2)                       | 17.3 (63.1)                       | 10.5 (50.9)                       | 4.3 (39.7)                        | 15.8 (60.4)                       |
| 平均低温 °C（°F）                                                                     | −1.4 (29.5)                       | 0.9 (33.6)                        | 5.1 (41.2)                        | 11.3 (52.3)                       | 16.8 (62.2)                       | 21.3 (70.3)                       | 24.8 (76.6)                       | 24.0 (75.2)                       | 19.3 (66.7)                       | 13.3 (55.9)                       | 6.4 (43.5)                        | 0.7 (33.3)                        | 11.9 (53.4)                       |
| 历史最低温 °C（°F）                                                                   | −19.3 (−2.7)                      | −19.4 (−2.9)                      | −9.4 (15.1)                       | −1.4 (29.5)                       | 3.7 (38.7)                        | 12.0 (53.6)                       | 16.8 (62.2)                       | 15.0 (59.0)                       | 8.7 (47.7)                        | −0.5 (31.1)                       | −7.1 (19.2)                       | −13.3 (8.1)                       | −19.4 (−2.9)                      |
| 平均降水量 mm（）                                                                     | 29.3 (1.15)                       | 36.8 (1.45)                       | 57.0 (2.24)                       | 50.9 (2.00)                       | 76.3 (3.00)                       | 127.8 (5.03)                      | 243.8 (9.60)                      | 139.1 (5.48)                      | 85.9 (3.38)                       | 51.6 (2.03)                       | 46.0 (1.81)                       | 21.3 (0.84)                       | 965.8 (38.01)                     |
| 平均降水天数（≥ 0.1 mm）                                                              | 5.9                               | 7.4                               | 9.9                               | 8.6                               | 9.3                               | 10.3                              | 13.8                              | 10.2                              | 8.2                               | 7.6                               | 6.6                               | 5.0                               | 102.8                             |
| 平均相對濕度（％）                                                                    | 71                                | 70                                | 69                                | 67                                | 68                                | 71                                | 79                                | 80                                | 76                                | 71                                | 70                                | 69                                | 72                                |
| 月均日照時數                                                                          | 146.8                             | 142.5                             | 162.1                             | 177.0                             | 202.5                             | 214.8                             | 208.7                             | 232.4                             | 175.8                             | 190.6                             | 161.6                             | 152.7                             | 2,167.5                           |
| 可照百分比                                                                            | 46                                | 46                                | 44                                | 45                                | 48                                | 50                                | 48                                | 56                                | 48                                | 54                                | 52                                | 50                                | 49                                |
| 平均紫外线指数                                                                        | 2                                 | 3                                 | 4                                 | 6                                 | 6                                 | 7                                 | 7                                 | 6                                 | 5                                 | 4                                 | 3                                 | 2                                 | 5                                 |
| 来源1：中国气象局（1971−2000年间的降水天数）                                          |                                   |                                   |                                   |                                   |                                   |                                   |                                   |                                   |                                   |                                   |                                   |                                   |                                   |
| 来源2：富农路蚌埠农业投资频道（1971−2000年间的日照数据）、Weather Atlas（紫外线指数） |                                   |                                   |                                   |                                   |                                   |                                   |                                   |                                   |                                   |                                   |                                   |                                   |                                   |

## 经济

蚌埠市淮河路商圈

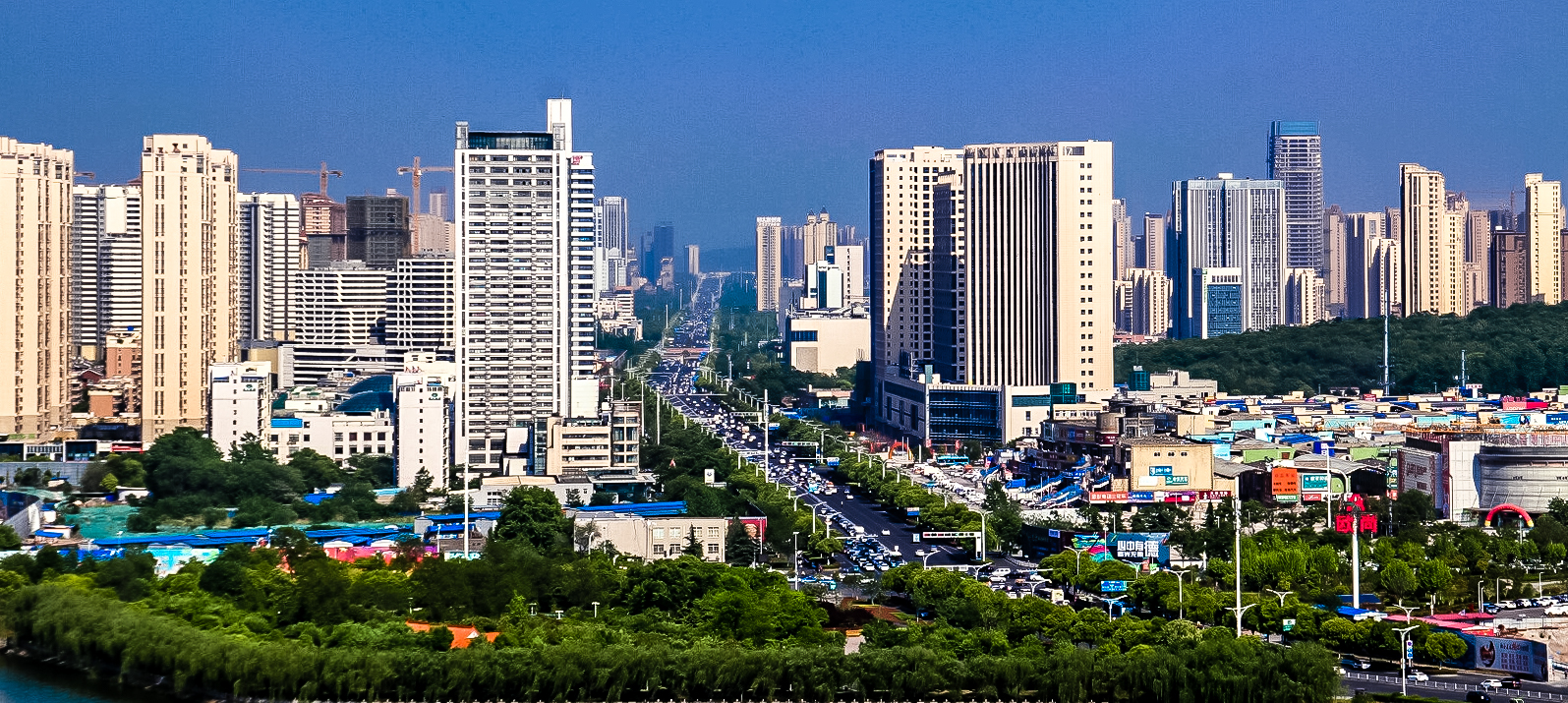
蚌埠市东海大道

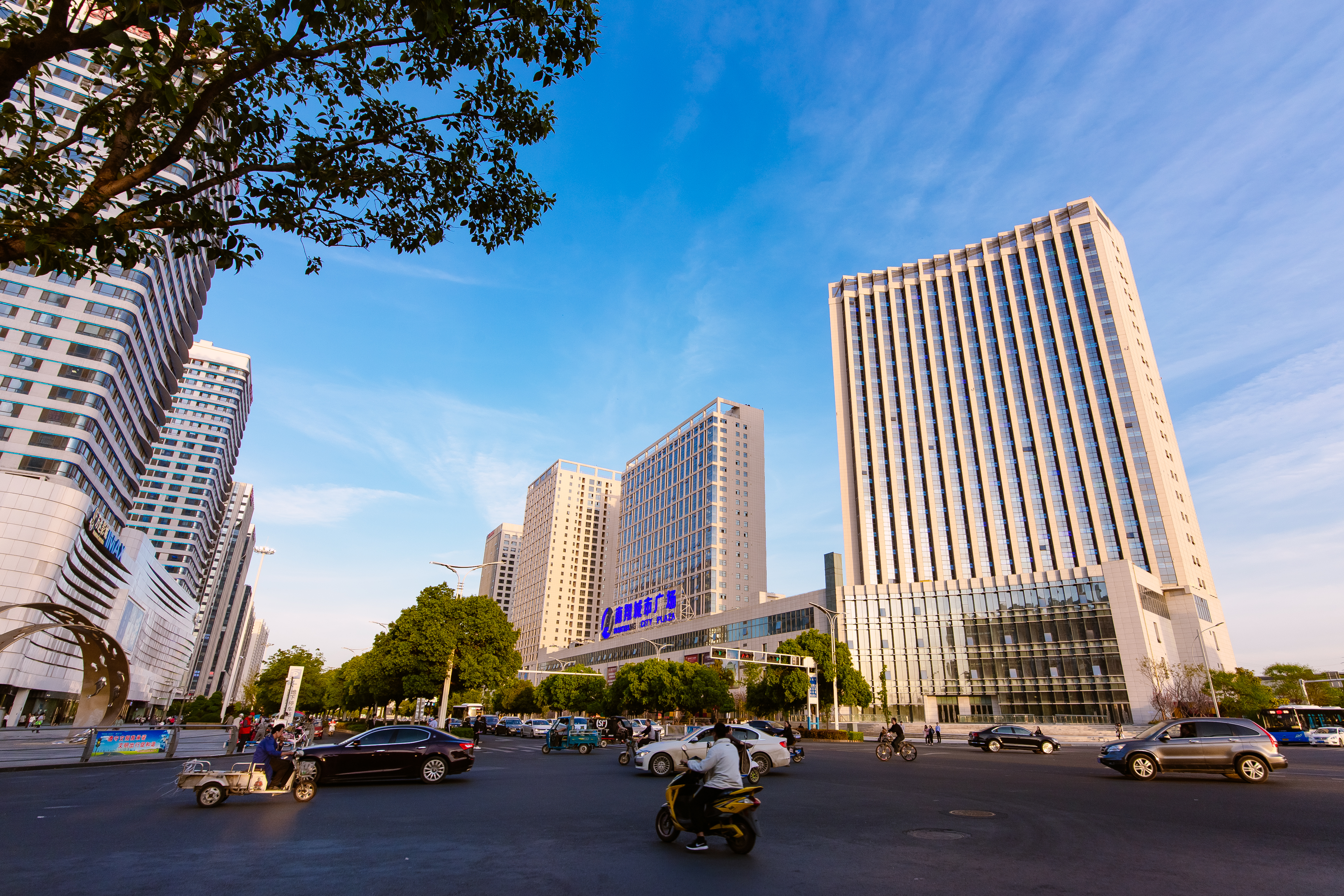
蚌埠市万达广场-南翔城市广场

清末时期，蚌埠地区的农民多以家庭作坊方式，从事草鞋编制、麻油压榨等活动，并在集市上出售。民国开埠后，手工业迅速发展，到1937年发展到43个行当，作坊、工场近700户。中华人民共和国成立后，皖北行署提出“确定以蚌埠为经营重点”的发展方针。由于基础相对较好且有政策倾斜，蚌埠市逐渐形成较为完备的工业体系，改革开放以前，蚌埠一直是安徽省最重要的工业城市之一。改革开放以后，蚌埠市的经济地位有所下降，但仍有较强的工业实力。2006年，安徽省提出两淮一蚌战略。“两淮”为淮南、淮北，“一蚌”为蚌埠市，希望促进老工业城市重振雄风，但收效甚微，目前已不再提及该战略。
2008年底，安徽省提出建设合芜蚌自主创新试验区的构想，2009年12月，国家正式批复该综合配套改革试验区。随后几年，蚌埠市又相继提出城市大建设、重返全省第一方阵等措施，蚌埠的经济实力有显著提升。2016年，合芜蚌自主创新试验区跻身为国家自主创新示范区。
2019年，国务院长江三角洲区域一体化文件正式印发，蚌埠正式纳入国务院制定的长三角一体化规划。
2020年，中国（安徽）自由贸易试验区蚌埠片区正式揭牌，自贸区大部分位于高新区，重点发展硅基新材料、生物基新材料、新能源等产业，打造世界级硅基和生物基制造业中心、皖北地区科技创新和开放发展引领区。

### 农业
蚌埠所辖三县均为全国商品粮大县，农副产品资源丰富，大部分自然植被由连片的农业区所取代。农作物熟制为一年两熟，冬季多种植小麦，同时也有部分区域种植两季稻。
由于蚌埠市地跨淮河两岸，淮河以南夏季粮食作物多为水稻，淮河以北玉米的种植率逐渐增高。从耕作面积来看，小麦占绝对优势，稻谷和玉米的耕作面积大体相当，稻谷耕作面积稍多。经济作物方面，本区域油料、果蔬、肉类和水产品等均较为丰富，比较有名的有固镇花生、怀远石榴、五河沱湖螃蟹等。

### 工业
中华人民共和国成立后到20世纪末的50年间，蚌埠形成的工业体系主要有机械、热电、化工、生化、建材、卷烟、酿造、食品、纺织、医药、电子等。能生产400多大类、上万种产品。工业结构中，轻纺工业一直居于主要地位。
进入21世纪，蚌埠市作为安徽省重要的工业城市，经过多年建设和发展，经济实力有了较大增强。现有工业企业1258家，其中大中型企业66家。近年来，蚌埠市全面推进国有企业改革，加快资产重组步伐，着力实施“创牌造舰”战略，工业结构出现了新的变化，新的优势产业逐步形成，涌现出一批骨干企业和优势产品。蚌埠现以精细化工、玻璃深加工及汽车零部件为主导产业。此外，蚌埠的仿古玉器制造行业规模较大，是国内三大古玩玉器生产加工地。
蚌埠的大型企业主要有丰原集团、蚌埠卷烟厂、蚌埠玻璃工业设计研究院等，其中丰原集团为亚洲第一、世界第三的柠檬酸生产企业，现有上市公司五家；皖酒集团具有六十年酿造白酒的历史，是安徽省白酒行业支柱企业；玻璃工业设计研究院自主开发了数百项专有技术成果，为中国玻璃工业现代化和发展循环经济提供了强有力的技术支撑。

### 金融商贸业
津浦铁路通车后，蚌埠吸引皖北、皖西、豫东、苏北西部等地产品运到蚌埠后改用火车装运，转向津沪等地，成为区域性水陆交通枢纽。随着产品物资和货币流量的提高，金融业出现并发展起来，中国银行、上海商业储蓄银行等相继在蚌埠设立分支机构。金融机构一般选址在水陆交通便捷的二马路、新船塘等区域。
当前，蚌埠是皖北重要的商贸中心城市，光彩大市场、义务商贸城等批发零售市场辐射周边。蚌埠保税物流中心、蚌埠铁路无水港等配套设施为商贸业发展提供支持。金融商贸业最发达的地区位于淮河路沿线和东海大道、朝阳路附近。吸引了万达广场、新地城市广场、银泰城、宝龙城市广场、海亮城市广场、国购广场等诸多商业综合体入驻。2015年，全市社会消费品零售总额570.6亿元。

## 政治

### 党派
国民党蚌埠市党部建立于1926年，党部主要从事宣传训练、筹集资金、控制社团和监视等活动。中华人民共和国成立前夕，时任书记长邵恩逃离。
1926年，苏美一等人建立蚌埠地区最早的党组织中共蚌埠特别支部，后又相继建立了小蚌埠支部、工作委员会、工委等。1949年正式建立中共蚌埠市委员会。1952年安徽省委成立，市委接受省委领导。目前，蚌埠市委与市政府驻地同为东海大道政府办公大楼。此外，1949年之前蚌埠市还有中国民主社会党、中国青年党等，但势力较小，1949年前后相继解散。
中华人民共和国成立后，部分民主党派组织建立。其中，中国国民党革命委员会市委员会成立于1950年，定期开展党员大会；中国民主同盟市委员会和中国民主建国会市委员会成立于1953年；中国农工民主党市委员会成立于1956年；九三学社市委员会成立于1958年；中国民主促进会市委员会成立于1982年。

### 政府
蚌埠市人民政府是中华人民共和国安徽省蚌埠市的一级国家行政机关，是蚌埠市人民代表大会的执行机关。蚌埠市人民政府对蚌埠市人民代表大会负责并报告工作。蚌埠市人民政府在蚌埠市人民代表大会闭会期间，对蚌埠市人民代表大会常务委员会负责并报告工作。

### 现任领导
| 机构     | · 中国共产党 · 蚌埠市委员会 | 蚌埠市人民代表大会 常务委员会 | 蚌埠市人民政府    | · 中国人民政治协商会议 · 蚌埠市委员会 |
| 职务     | 书记                        | 主任                          | 市长              | 主席                                  |
| -------- | --------------------------- | ----------------------------- | ----------------- | ------------------------------------- |
| 姓名     | 马军                        | 倪建胜                        | 马军              | 杨森                                  |
| 民族     | 汉族                        | 汉族                          | 汉族              | 汉族                                  |
| 籍贯     | 安徽省临泉县                | 安徽省庐江县                  | 安徽省临泉县      | 安徽省亳州市                          |
| 出生日期 | 1970年1月（55歲）           | 1963年2月（62歲）             | 1970年1月（55歲） | 1963年7月（62歲）                     |
| 就任日期 | 2025年8月                   | 2018年1月                     | 2022年12月        | 2018年1月                             |

### 行政区划
中华人民共和国建国初期，蚌埠市由皖北行署区直辖，1952年安徽省成立后，蚌埠市由安徽省直辖。
自1956年起，蚌埠市下辖东市区、西市区、中市区和郊区共四区，后逐渐吞并临近县的部分地域。1983年起，怀远县、五河县、固镇县三县归蚌埠市管辖，自此，市辖地域与目前大体相当。2004年，东、西、中、郊四区分别更名为龙子湖、禹会、蚌山、淮上区，并并入怀远县和固镇县的部分乡镇。2013年和2014年，禹会区和淮上区又分别并入部分县辖乡镇。
蚌埠市现辖4个市辖区、3个县。
- 市辖区：龙子湖区、蚌山区、禹会区、淮上区
- 县：怀远县、五河县、固镇县

蚌埠市还设立两个经济管理区，分别是国家级蚌埠高新技术产业开发区和由原新城区改建而来的蚌埠经济开发区。

## 交通

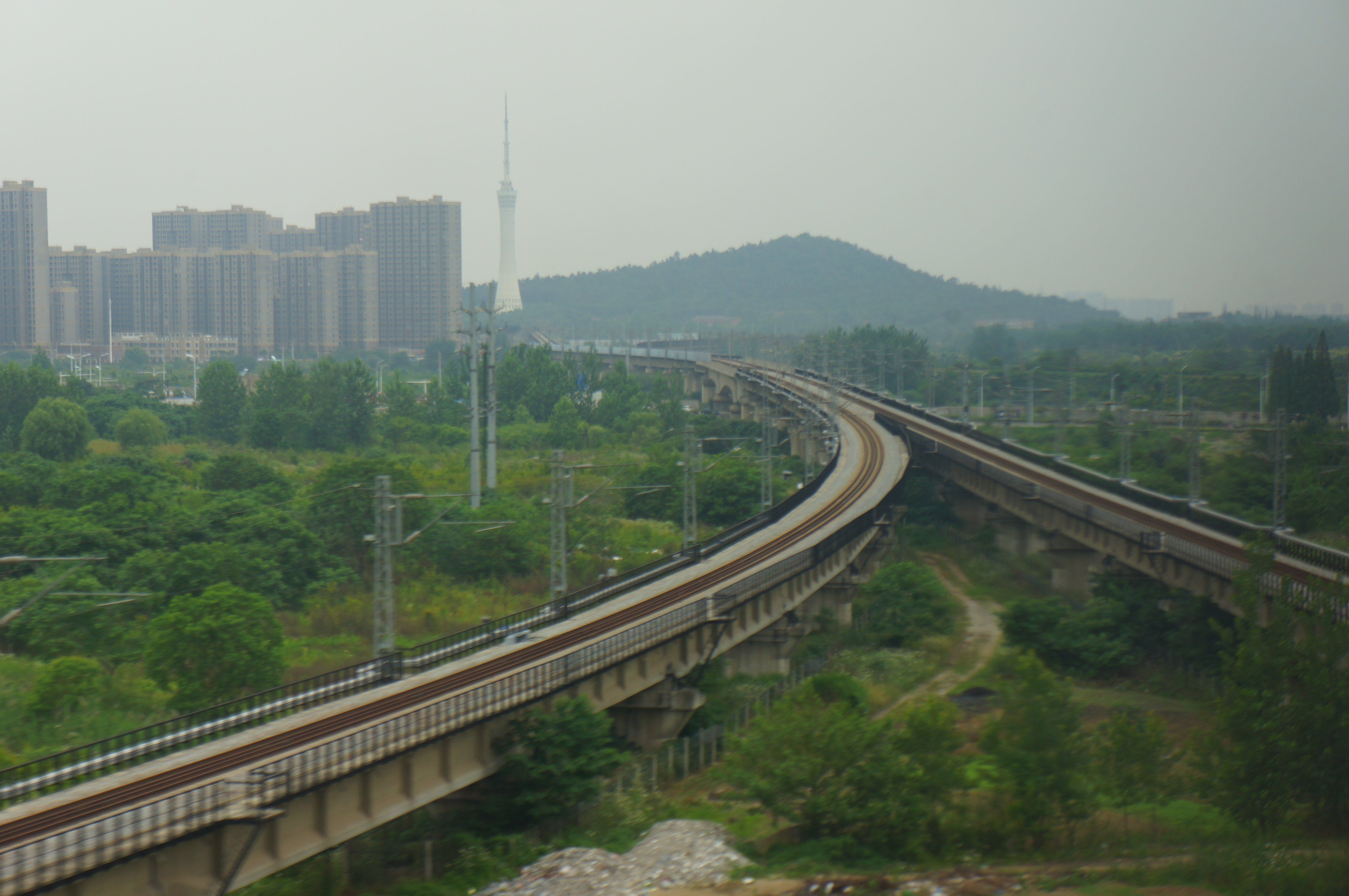
京沪高速铁路蚌埠联络线

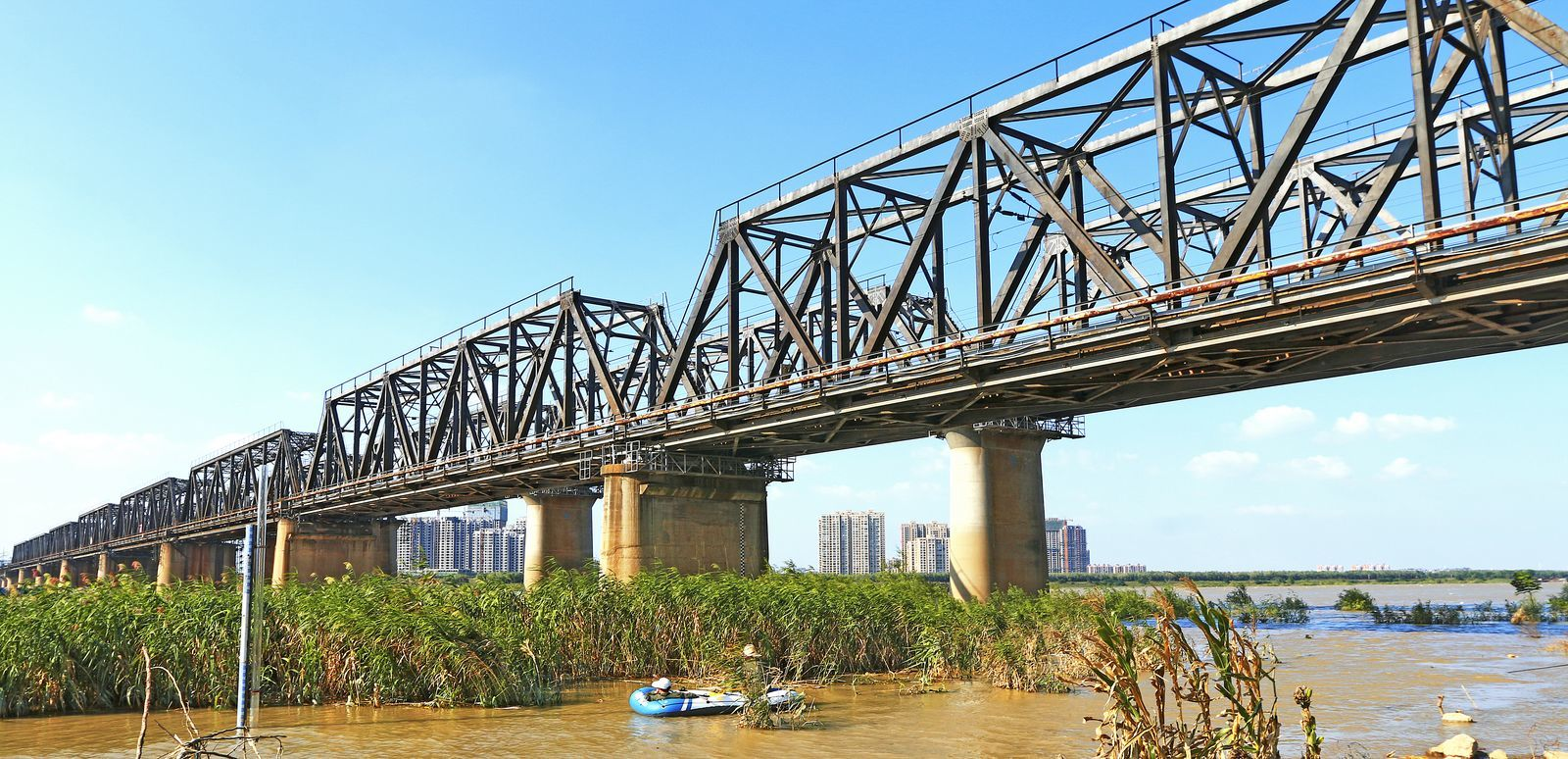
京沪铁路蚌埠淮河铁路大桥

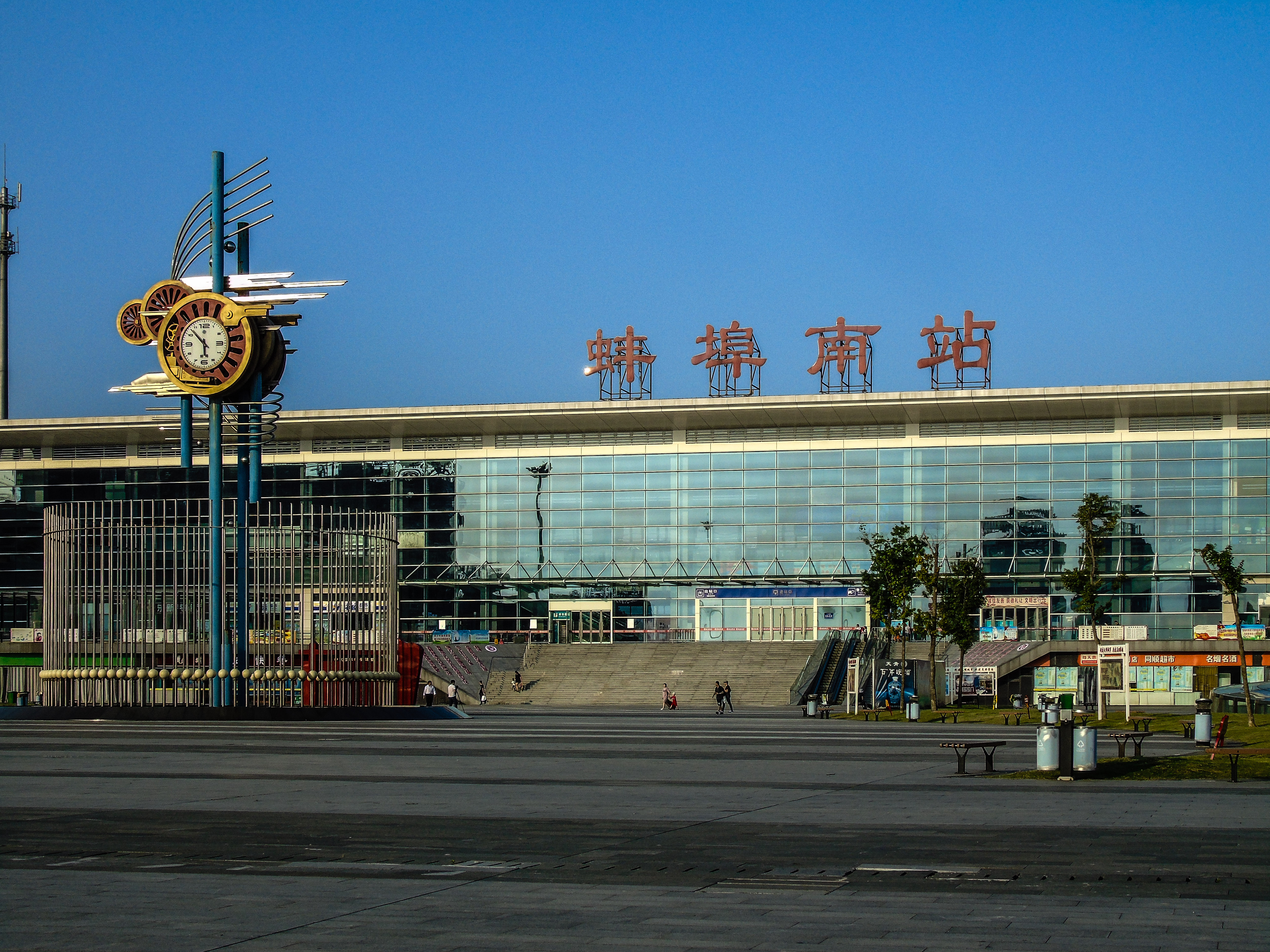
京沪高速铁路蚌埠南站

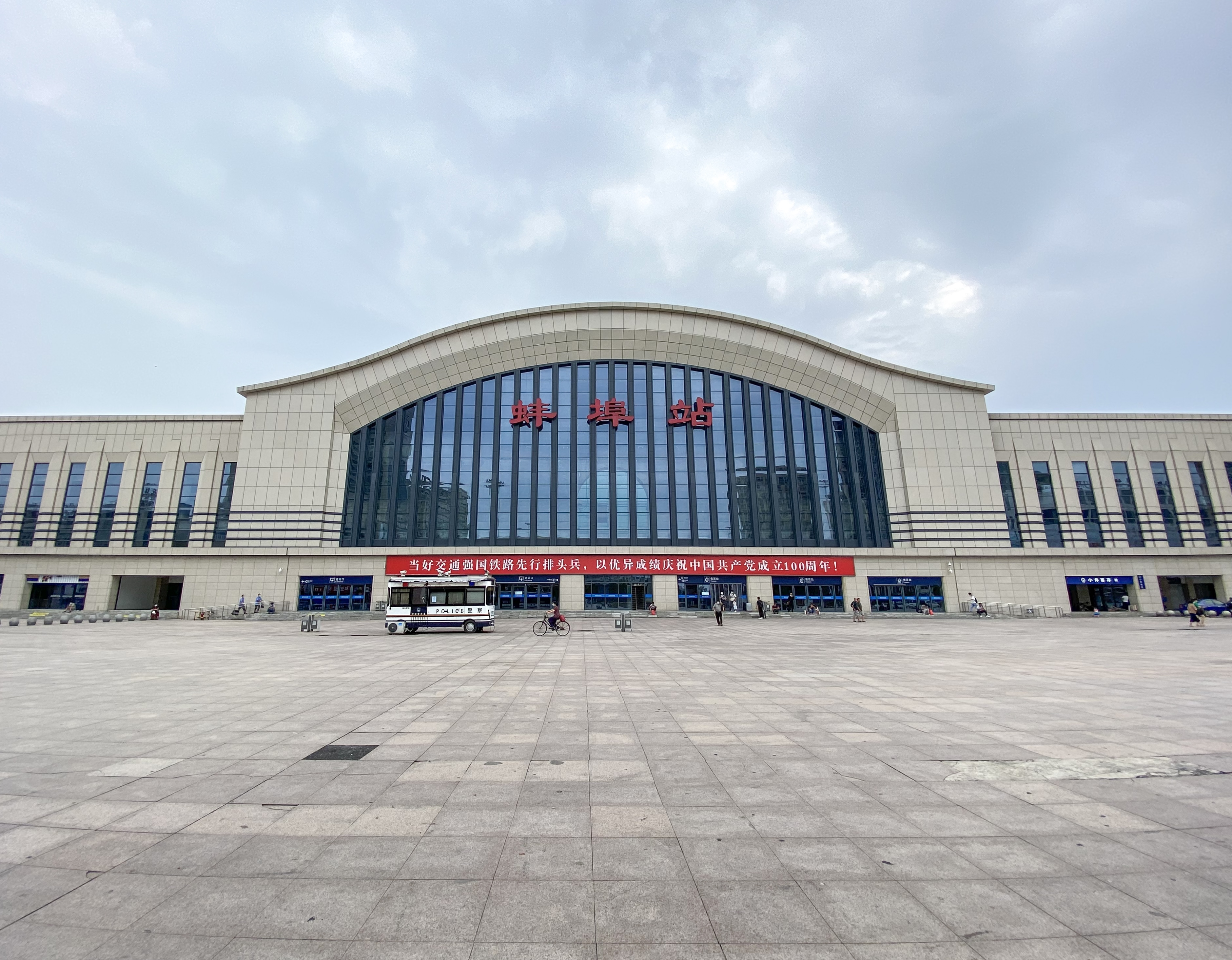
京沪铁路蚌埠站

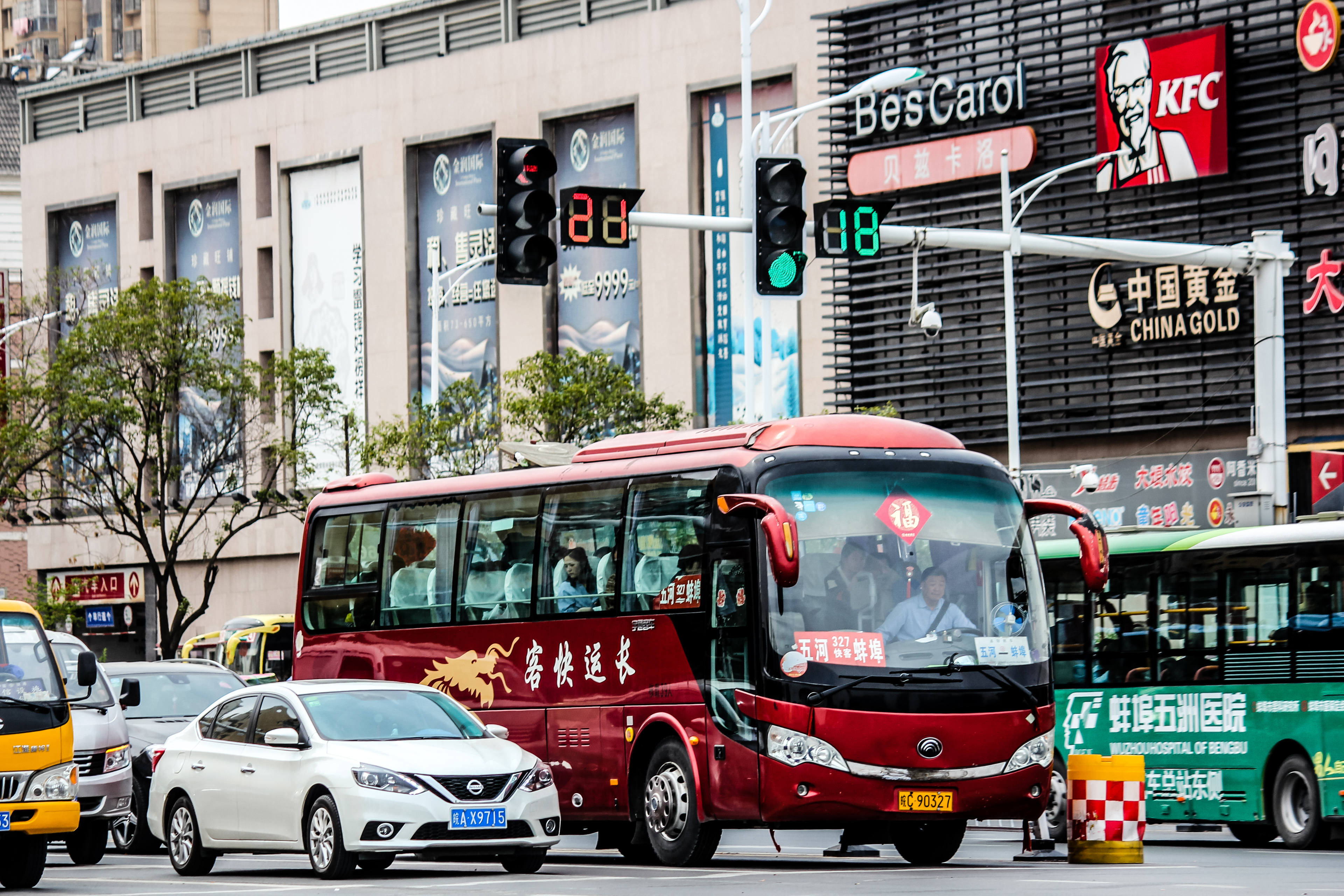
蚌埠市至五河县的客运班车

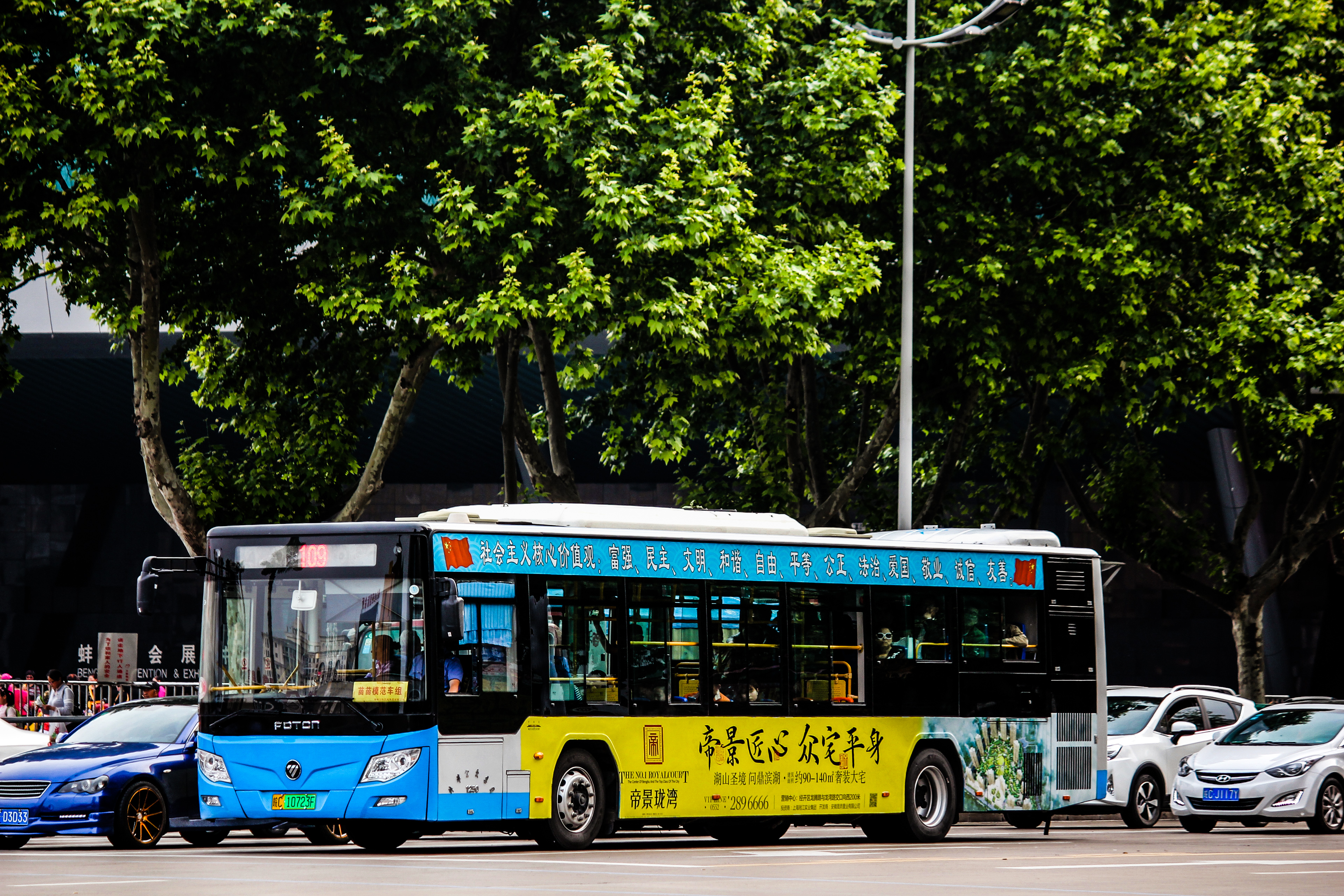
蚌埠公交109路使用的福田BJ6123PHEVCA-7型气电混合动力客车悬挂新能源车牌

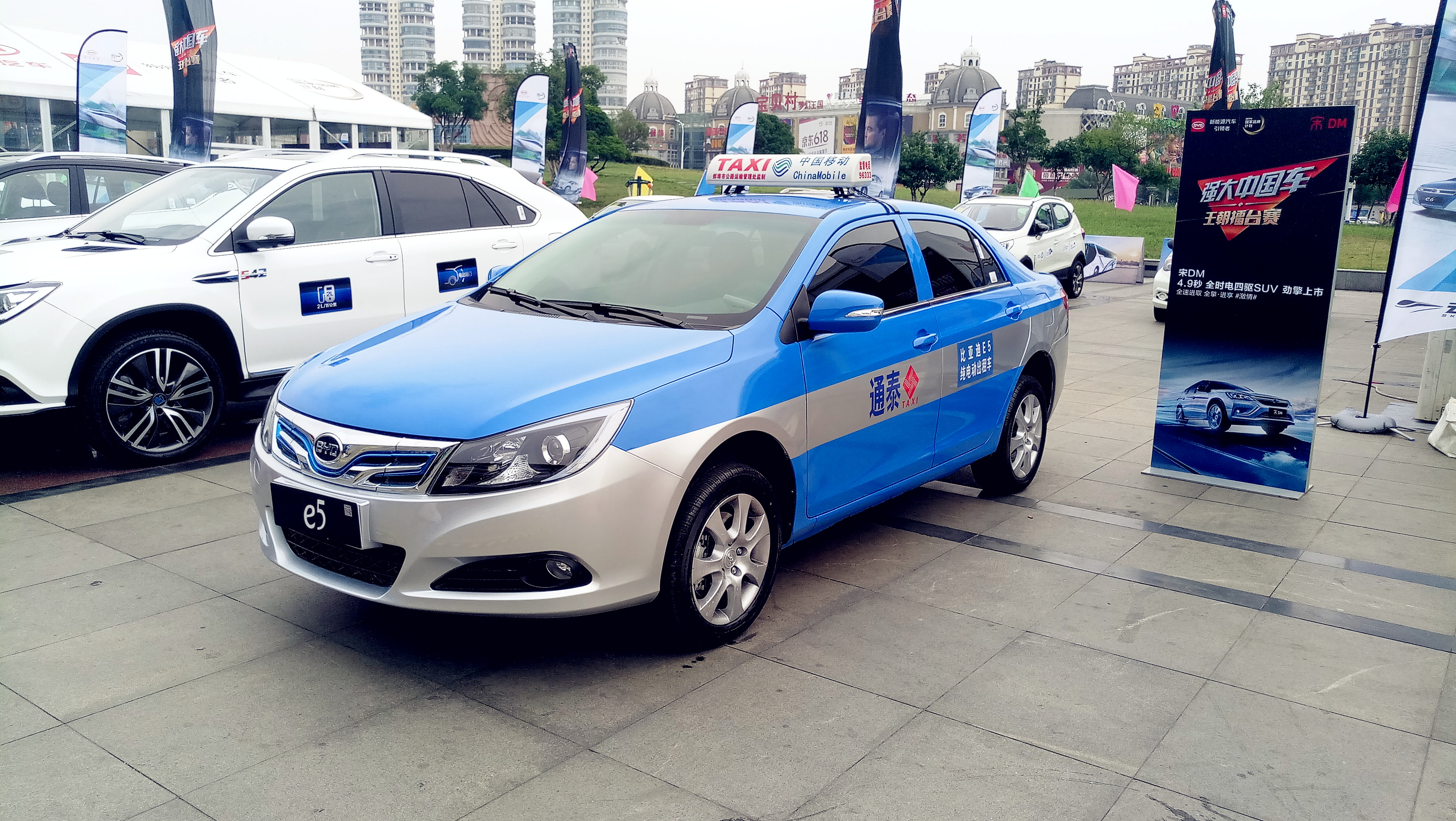
蚌埠市比亚迪纯电动出租汽车

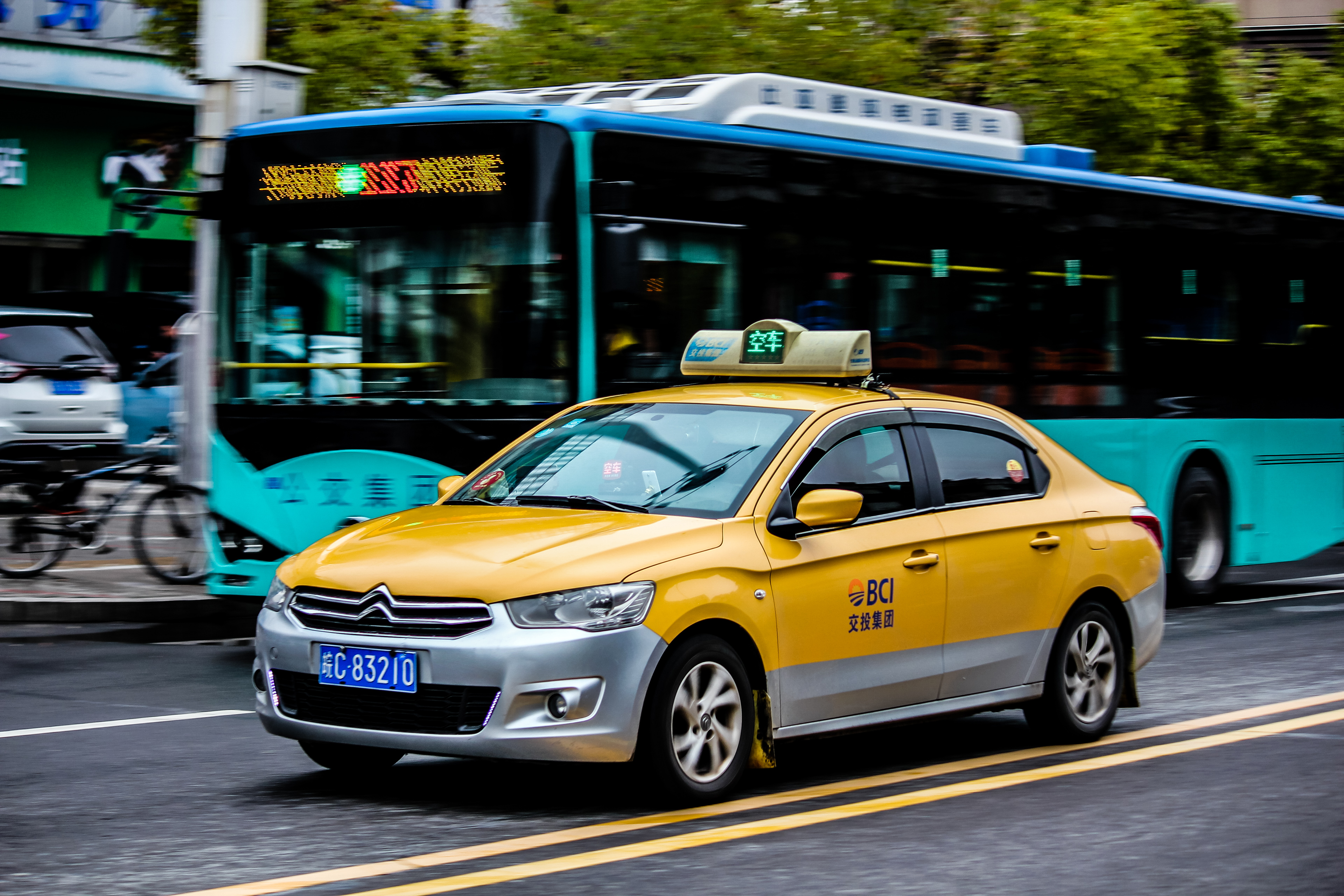
蚌埠市雪铁龙爱丽舍天然气出租汽车

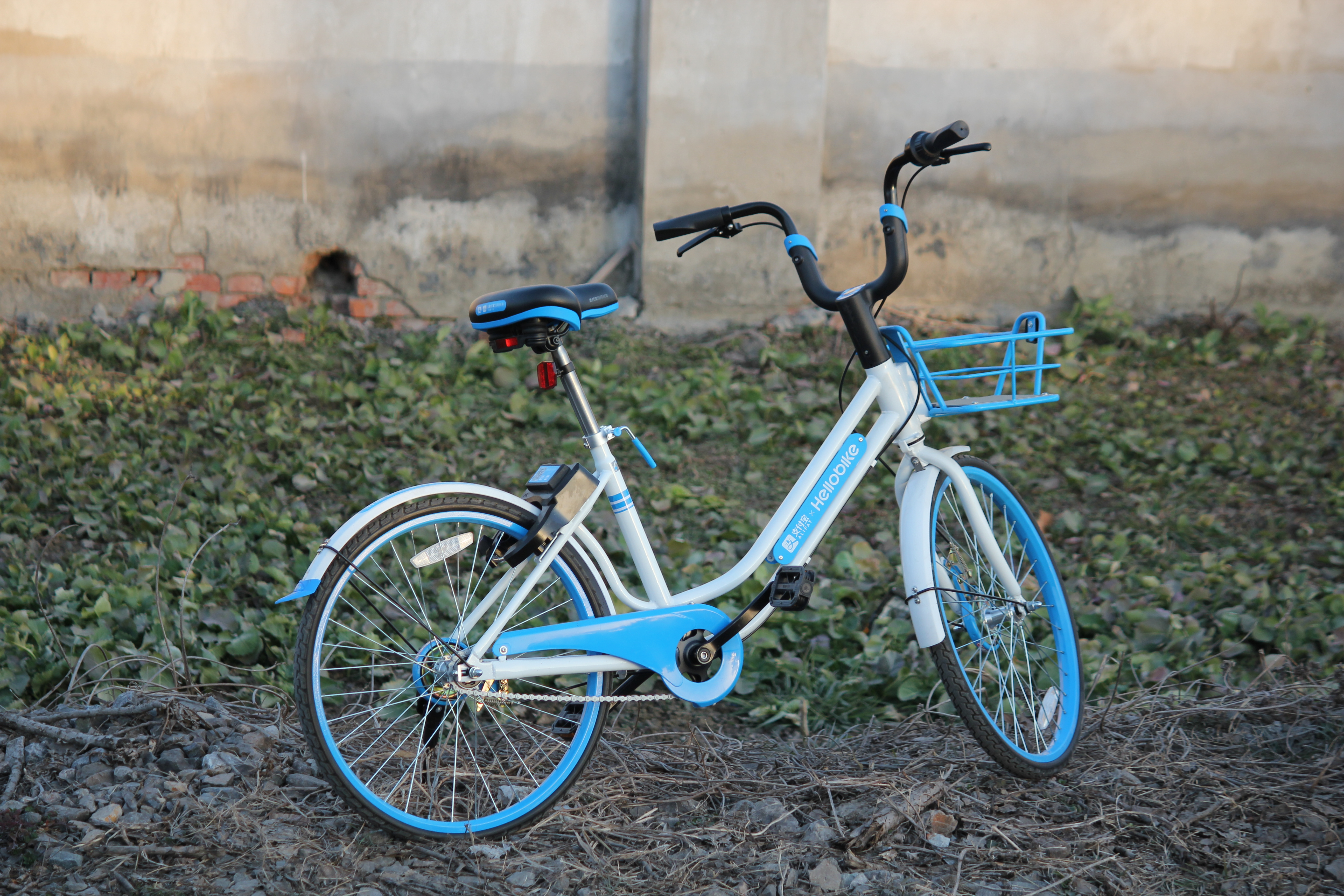
小蓝车停靠在水蚌线姜桥站旁的小道

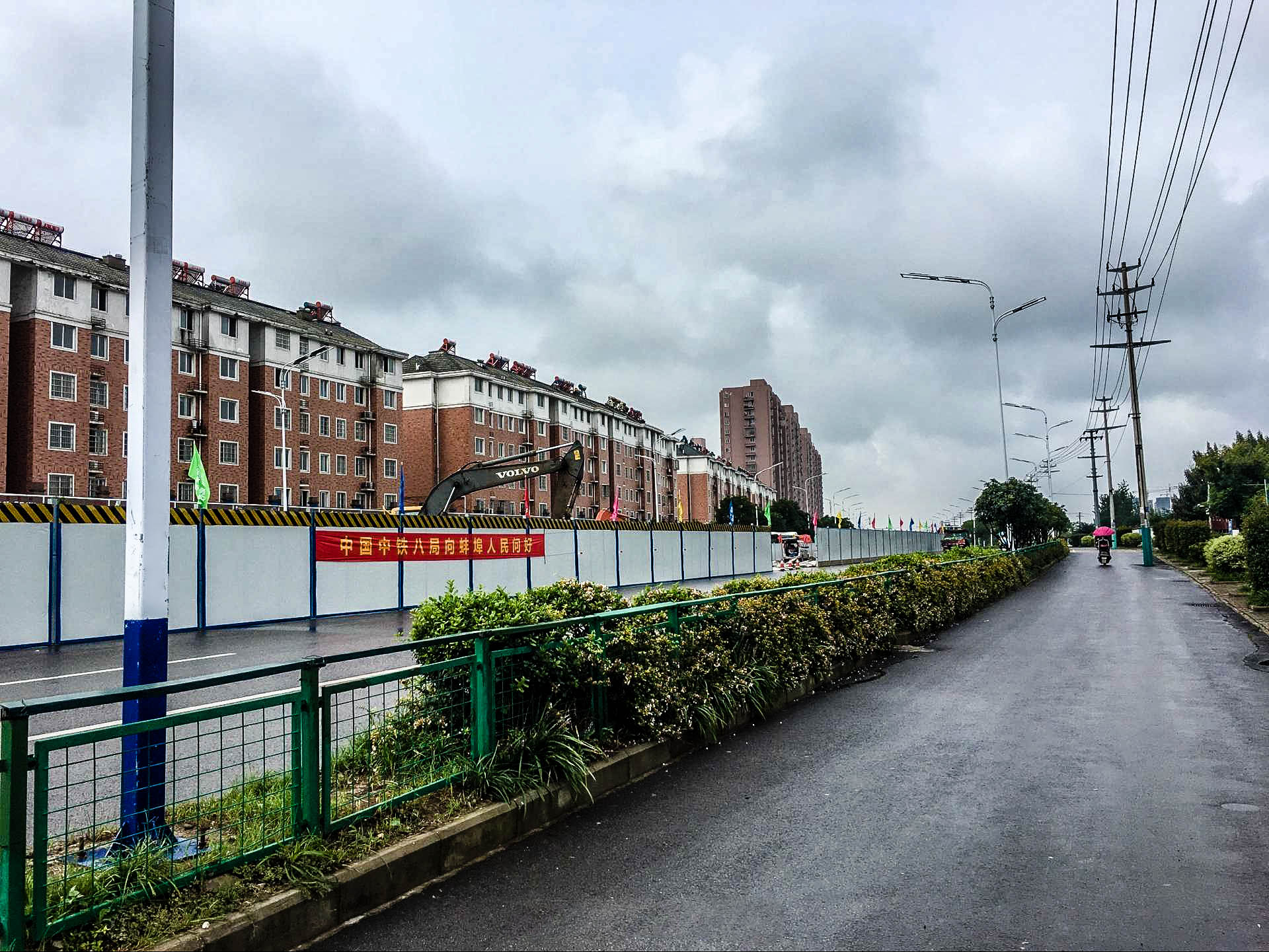
蚌埠轨道交通2号线试验段施工现场

在国务院 国发〔2017〕11号《“十三五”现代综合交通运输体系发展规划》文件中，明确指出了蚌埠市为全国性综合交通枢纽。目前蚌埠市正致力于完善综合交通枢纽空间布局，结合全国城镇体系布局，加快建设蚌埠等全国性综合交通枢纽，优化完善综合交通枢纽布局，完善集疏运条件，提升枢纽一体化服务功能。

### 铁路运输
蚌埠位于淮河、京沪铁路、淮南铁路、京沪高速铁路、京台高速铁路（合蚌客运专线）、淮宿蚌城际铁路的交汇处，是全省最为重要的交通樞紐之一，通往長三角地區的門戶。除蚌埠站、蚌埠南站、蚌埠东站等一等站外，还有任桥站、唐南集站、固镇站、连城站、新马桥站、曹老集站、曹山站等站。作为安徽省重要的工业基地，市区内至今还保留着诸多铁路专用线通往各大工厂、仓库。

#### 普速铁路
蚌埠站是华东地区重要的铁路枢纽，为一等站。在修建原津浦铁路时，因蚌埠集附近淮河水域平缓、建桥方便，因此原津浦铁路工程师德纪决定放弃原先的从临淮镇过江方案，改为在蚌埠架桥过河并在此设立车站。上海铁路局铁路办事处曾驻蚌埠并管辖安徽省铁路，现办事处已迁至合肥。蚌埠站铁路日接发能力320列，从蚌埠乘火车可直达国内多数重要城市。蚌埠是京沪铁路、水蚌铁路铁路枢纽，南下水蚌铁路列車在此变更车次，替换车头；蚌埠站于2007年6月1日通行动车组，为安徽省首个动车停靠站，使蚌埠巩固了与长三角的紧密联系。
蚌埠東站史称长淮卫站，初建于1909年，于1975年6月1日重建，拥有中国华东地区一流的大型货运编组站及最大的货场，现为国家一等站，並拓展了铁海联运业务。蚌埠东站以车辆解编作业为主要工作，并和蚌埠站携手提高运输编组效率。

#### 高速铁路
蚌埠南站位于龙子湖区李楼乡境内，东海大道以南，是京沪高铁首设站、华东地区中心站，为京沪高铁七大中心枢纽站之一，同时连接京台高速铁路合蚌客运专线和规划建设中的淮宿蚌城际铁路。站房建筑面积为12000平方米，设计最高聚集人数为1500人。站房综合楼为地上两层。京沪高铁的初期运营时速300公里，初期运行时间蚌埠至南京35分钟左右。远期还将建设经过五河县的合定连客运专线。2017年9月21日起，蚌埠南站停靠由复兴号电力动车组担当的京沪高速动车组列车大停站列车。

### 航空运输
蚌埠机场历史悠久，民国时期为重要的军用空港。20世纪时，蚌埠机场位于现蚌山区淮河文化广场南侧，当时开行民航班机、军民共用，但客流十分惨淡。1999年，因机场严重制约城市发展被整体拆除。后为迎接新世纪的到来，蚌埠市在原老机场地块修建了蚌埠市地标建筑之一的淮河文化广场、改建空军第十三飞行学院，修筑或改造涂山路、解放路、延安路等主干道路。
因蚌埠市重要的军事地位和区域战略位置，主城区西南重新修建了一座4C级标准军用机场，位于蚌埠市禹会区燕山乡仁和集，机场代号为BFU和ZSBB，但至今未开行民用航空。蚌埠腾湖机场选址于怀远县淝河乡腾湖，设计标准为4C，2020年，中共安徽省委关于制定国民经济和社会发展第十四个五年规划和二〇三五年远景目标的建议提出加快蚌埠机场建设。

### 水运
蚌埠港為淮河沿岸最重要的港口，“千里淮河第一大港”的蚌埠港是全国28个内河主要港口之一，现已拥有蚌埠新港及怀远、五河、固镇等四个港区，码头39座，生产用泊位60个，码头岸线总长2324米，综合通过能力450万吨，最大靠泊船舶吨级1000吨。依托蚌埠市大中型企业和淮河中游地区腹地经济发展，蚌埠港近年来港口吞吐量、出口量均保持10%左右的增势。去年货物吞吐量324.22万吨，其中出口货物223.45万吨。今年1-6月，港口吞吐量已达230万吨。全市共有水路运输企业47家，拥有各类运输船舶3254艘、151万载重吨，其中千吨级以上船舶262艘。辖区水路运输主要货种为矿建材料、煤炭、粮食、化工原材料，出口货物大多发往苏、浙、沪等长三角地区。
蚌埠閘位于安徽省蚌埠市西郊许庄淮河干流上，為淮河中游大型水利枢纽工程，千里淮河第一闸。为发展灌溉、航运，结合公路交通、水力发电、城市供水等综合利用，于1962年建成，毛澤東曾題詞“一定要把淮河修好”。蚌埠閘由拦河节制闸、水力发电站厂房、船闸及附设的公路桥等组成。闸上利用河槽、湖泊等蓄水调节淮河水量。设计灌溉面积60万公顷。节制闸、溢洪道的设计泄洪流量各为1.014万与0.286万立方米／秒，校核泄洪流量各为1.14万与0.36万立方米／秒。 船闸可通过2×1000吨运输船队。

### 公路运输
蚌埠市的公路交通始于1922年，是南北主要咽喉之一，与铁路、航运交织成网，同时是南北通达的交通中心。如今公路四通八达，高标准的城市出入口道路已与国道、省道相联结。蚌埠于1954年建立了长途汽车站，现拥有怀远县汽车运输公司、蚌埠长途汽车中心站、客运南站、客运北站等长途汽车站，开行发往全国各地的长途班车。其中，开往淮南市、宿州市、合肥市、滁州市等方向的班车白天均保持30分钟发车间隔，开往怀远县、固镇县、五河县、凤阳县方向的班车白天实现公交化运行。
蚌埠市境内 京台高速沿由北向南穿过淮上区、禹会区，设蚌埠西、涂山怀远、蚌埠三处出口。 宁洛高速沿城市北部淮上区穿过，设洪集、蚌埠北、大庆北路（在建）三处出口。 蚌合高速穿过城市南部，连接淮南合肥。 徐明高速贯穿五河县城。 凤阳支线沿城市南部接入凤阳县。 [[error]]、 [[error]]正在建设中。 206国道贯穿全市南北， 104国道贯穿五河县。 345国道过境。 101省道连接市区和固镇县。 201省道连接固镇县和灵璧县。 207省道是蚌埠市的迎宾大道，连接京台高速和跨过城市南部的 301省道。 225省道连接禹会区、怀远县和淮南市。 304省道连接固镇县和五河县。 307省道穿越淮上区。 310省道跨越南部连接官沟乡和凤阳县。 329省道连接固镇县和泗县。

### 市内交通

#### 公共汽车
蚌埠市为首批41座加入交通联合系统的城市之一，“公交都市”创建城市。拥有蚌埠市公共交通集团有限公司、蚌埠珠城巴士有限公司等公共交通运输公司。自2015年公交改革以来，蚌埠多数公交线路为3位数，1**为市内公交线路，2**为城乡专线，3**为城际公交，此外还有一条环线、三条“微公交”循环线路以及专线、定制公交等线路形式。2020年开始了一轮新的城乡公交一体化工作，对城乡公交线路逐步进行了统一编组，2**的城乡专线逐步退出了历史舞台。
至2018年，全市多家公交公司共运营主城区公交线路近百条，拥有各类公交车辆近两千台，天然气、混合动力以及纯电动等清洁能源车辆占比100%，老式重污染柴油车辆已全部淘汰，清洁能源车辆占比100%，居安徽省首位。公交车主要车型包括500台比亚迪纯电动客车、62台福田12米气电混合动力客车、30台安凯8米纯电动客车、138台安凯12米纯电动客车等。
蚌埠公交集团推出“坐公交APP”智能公交查询软件；在胜利路、淮河路、东海大道和涂山路等主干道路车站安装55寸LCD智能电子站牌。乘客可以通过投币、刷卡、银联闪付、支付宝扫码付费等方式乘车。其中刷卡享受九折优惠，并推出月票卡等更优惠卡种可供选择，而支付宝扫码乘车的支付票价和投币票价相同，暂无优惠。

#### 出租车
蚌埠市现有宏远、万隆、通泰、金泰、新通利、大众、交通投资集团七家出租车公司，出租车起步价6元/2.5公里，夜间7元。目前上述七間公司共计拥有车辆三千余台，均为压缩天然气或新能源轿车，品牌型号多为大众捷达和桑塔纳、雪铁龙爱丽舍以及奇瑞A5。
2016年，蚌埠市运管处放宽了出租汽车管理政策，不对车辆品牌进行限制，并鼓励使用双燃料、纯电动和混合动力车辆。
2017年6月，首批5台比亚迪e5纯电动出租车与500台比亚迪纯电动公交车一同进驻蚌埠市，为市民提供绿色出行服务。

#### 轨道交通
2017年9月，蚌埠市比亚迪云轨项目工程正式启动。云轨一期工程（即蚌埠轨道交通2号线试验段工程）从蚌埠闸北到长征北路，全长5.63公里，由中铁八局集团施工，预计2019年5月完工并试运行。施工期间淮上大道部分路段实行交通管制，南北共三个车道封闭施工。

## 文化

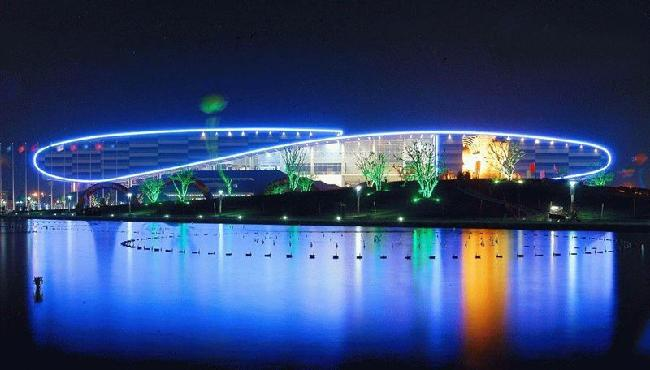
淮河文化广场·蚌埠会展中心

### 民间艺术
蚌埠是花鼓灯、泗州戏、凤阳花鼓戏的发源地。
中华人民共和国成立以前，蚌埠没有专门的艺术团体，民间艺人只能在车站、街头流动演出。中华人民共和国成立后，蚌埠市人民政府把艺人组织起来，并成立泗州戏剧团、京剧团、越剧团、榔剧团和文工团等专业艺术团体。
蚌埠是花鼓灯、泗洲戏的发源地，现已申报国家及世界非物质文化遗产。

### 大众传媒
1993年创办了蚌埠经济广播电台。

## 社会

### 人口
截止2008年末，蚌埠户籍总户数100.99万户，其中，市辖区28.79万户。年末总人口358.31万人，比年初增加3.04万人。总人口中，农业人口258.05万人，非农人口100.26万人。市辖区年末总人口92.51万人，其中非农人口65.50万人。全市人口中，男性人口185.57万人，占总人口的51.8%；女性人口172.74万人，占总人口的48.2%。 2006年-2010年，全市死亡人口呈逐年上升趋势，从期初的2.22万左右上升到2010年的2.43万，死亡人口的增加与老年人口在整个人口比重上升有关，并随着人口老龄化日益严重，死亡人口逐年上升。
根据2010年第六次全国人口普查，全市常住人口为3164467人，同第五次全国人口普查相比，十年共减少123862人，下降3.77%，年平均下降0.38%。其中，男性人口为1612771人，占50.97%；女性人口为1551696人，占49.03%。总人口性别比（以女性为100）为103.94。0－14岁人口为585261人，占18.50%；15－64岁人口为2243337人，占70.89%；65岁及以上人口为335869人，占10.61%。居住在城镇的人口为1373554人，占43.41%，居住在乡村的人口为1790913人，占56.59%。
根据2020年第七次全国人口普查，全市常住人口为3,296,408人。同第六次全国人口普查的3,164,467人相比，十年共增加了131,941人，增长4.17%，年平均增长率为0.41%。其中，男性人口为1,669,446人，占总人口的50.64%；女性人口为1,626,962人，占总人口的49.36%。总人口性别比（以女性为100）为102.61。0－14岁的人口为732,082人，占总人口的22.21%；15－59岁的人口为1,970,135人，占总人口的59.77%；60岁及以上的人口为594,191人，占总人口的18.03%，其中65岁及以上的人口为474,627人，占总人口的14.4%。居住在城镇的人口为1,815,557人，占总人口的55.08%；居住在乡村的人口为1,480,851人，占总人口的44.92%。

### 民族
全市以汉族居多，此外还有回族、蒙古族、朝鲜族、满族、藏族、苗族、壮族等36个少数民族，各民族分散杂居。少数民族约占全市总人口的1.1%，其中回族人数最多。
全市常住人口中，汉族人口为3,264,497人，占99.03%；各少数民族人口为31,911人，占0.97%。与2010年第六次全国人口普查相比，汉族人口增加133,688人，增长4.27%，占总人口比例增加0.1个百分点；各少数民族人口减少1,747人，下降5.19%，占总人口比例下降0.1个百分点。

### 方言
蚌埠话属于中原官话信蚌片，与中原官话其他各片相同，具有阴平、阳平、上声、去声四个声调，但在语音上与其他各片相差较大。信蚌片在蚌埠地区又可细分为蚌固型和五凤型，两者语音特征不同。例如，在处理古入声字时，蚌固型将清入、次浊入多数归阴平，将全浊入归阳平，而五凤型将绝大多字归去声。怀远县西南部分地区与蚌埠市其他地区略有不同，其语音上与淮南话、江淮官话洪巢片更为相似。

### 宗教

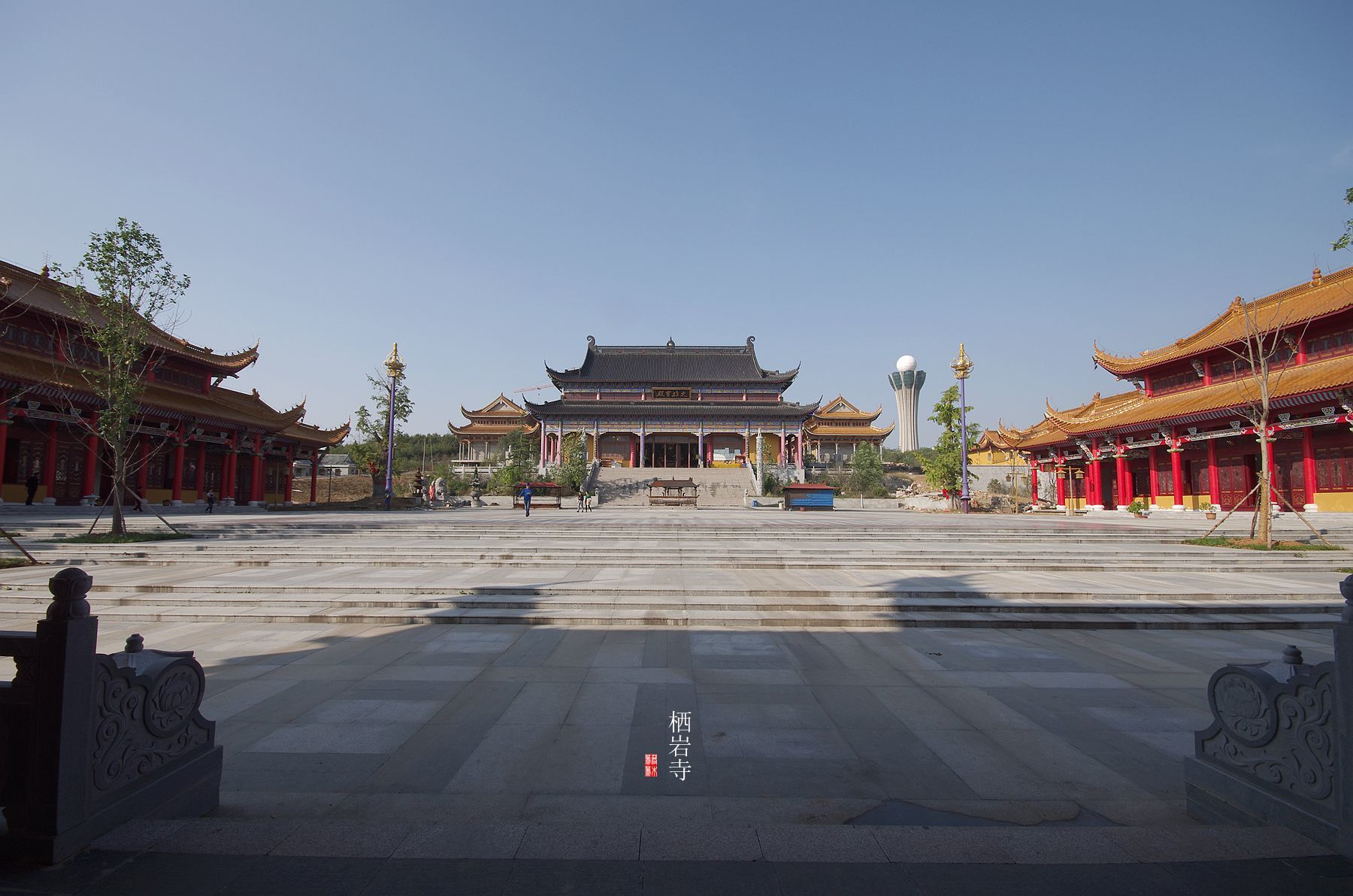
栖岩寺

五河县是天主教最早传入安徽省的地方，清顺治六年（1649年）汤若望即来此传教。雍正以后查禁天主教，教堂被毁，但仍有少量地下天主教徒。晚清时期，法国籍耶稣会神父又以五河县为基地，向安徽省北部淮河沿岸地区传教。天主教蚌埠教区主教座堂建于1921-1922年间，位于蚌埠市龙子湖区与蚌山区交界处的淮河路天桥东南，购地4000多平方米，建教堂、楼平房计100多间，目前仅存一塔。

### 体育

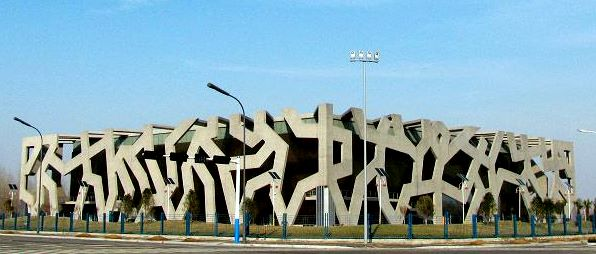
蚌埠龙湖体育馆

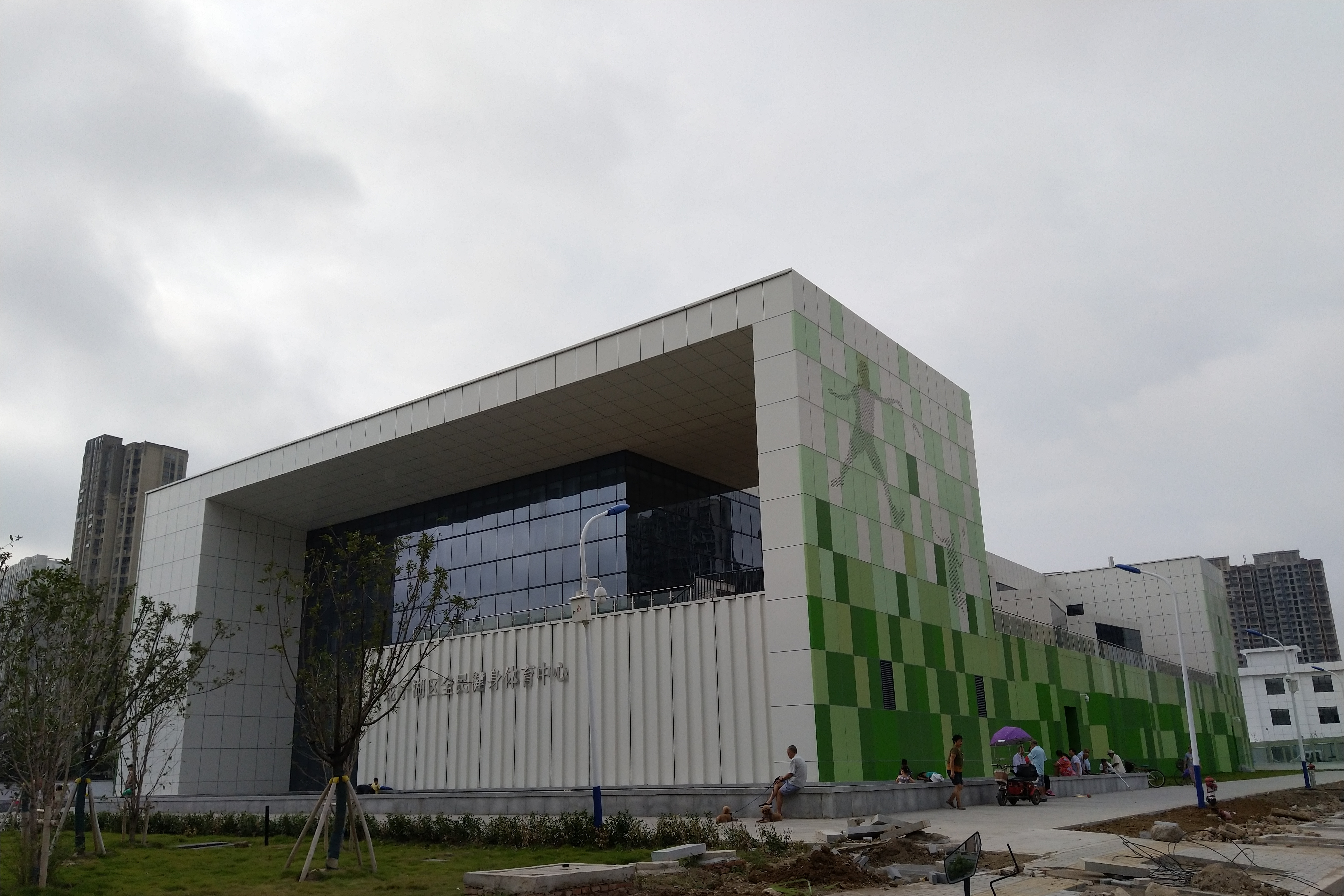
龙子湖区全民健身体育中心

清末民间武术和自娱性的健身活动的兴起标志蚌埠体育发展的开始。20世纪20年代，篮球、足球、乒乓球、田径等现代体育运动项目相继兴起。1932年，经地方绅士王雪峦出面申言，城防司令蒋鼎文被迫用出售烟土的5000银元，在南山北麓兴建公共体育场，1933年年竣工，成为蚌埠最早的公共体育场地。1973年-2004年，蚌埠的体育健儿在各项比赛中共有4人获世界冠军，113人次获全国冠军，并先后破世界纪录2人次、破世界青少年纪录1人次、破全国纪录1人次、破省纪录81人次。蚌埠市于1981年成为全国足球重点城市，有“足球城”的誉称，这是国家体育运动委员会指定的全国20个城市之一。首届中超冠军、1992年7月芬兰赫尔辛基杯冠军、亚冠联赛四强获得者李毅来自蚌埠，他发明的一个护球技巧便命名为“蚌埠回旋”。
中华人民共和国成立初期，蚌埠市的体育设施极差，仅在小南山上设置了2个篮球场。之后，体育场所的总面积逐渐增加，其中主要有位于市区繁华地段，占地面积达16.8万平方米的蚌埠市体育场和内部方型结构类似“水立方”、构架类似“鸟巢”的蚌埠龙湖体育馆 。以承办安徽省第十四届运动会为契机，蚌埠市建设了一批新的体育运动场所，包括蚌埠体育中心（奥体中心）、龙子湖区全民健身体育中心、禹会区全民健身体育中心和龙子湖体育公园等。同时对蚌埠市体育场进行升级改造。

### 教育
民国时期，县学和书院相继消失，新式教育与私塾长期并存。直至中华人民共和国成立前夕，全市仍保留私塾30余所，学童400多人。自津浦铁路通车到1938年，全市共创立小学20余所，其中多为学制四年，开设二至四个班的初级小学，还有少数学制六年，开设六个班的高级小学，主要小学有正街小学、船民小学、回民成德小学、私立勤民小学、含美小学等。二十年代中期开始出现中学，位于华丰街厚德里创设的皖北中学是蚌埠最早的中学，而私立江淮中学发展较好，当时成为皖北地区颇有影响的中学，是今蚌埠二中的前身。
本科院校
安徽财经大学（博士）
蚌埠医科大学（硕士）
安徽科技学院（龙湖校区）（硕士）
蚌埠学院（学士）
蚌埠工商学院（民办本科）
中国人民解放军陆军兵种大学蚌埠校区（副军级、博士）
蚌埠高等教育资源丰富，本科以上层次院校（含军校）数量仅次于省会。同时因战略位置重要，军校数量在东部战区也为颇为瞩目，拥有中国人民解放军陆军兵种大学（蚌埠校区）、中国人民解放军空军航空大学、中国人民解放军联勤保障部队工程大学汽车士官学校、中国人民解放军海军士官学校等军事院校。在基础教育方面，有蚌埠一中、蚌埠二中、蚌埠三中、蚌埠四中、蚌埠六中、蚌埠鐵路中學、懷遠一中、懷遠二中、懷遠三中等八所省級示範高中。

### 医疗
蚌埠市医疗资源位居全省第二。市共有六所三级甲等医院，分别是中国人民解放军一二三医院（现联勤保障部队九〇二医院）、蚌埠市第三人民医院、蚌埠市第一人民医院、蚌埠市中医医院（卫健委中医三甲医院）、蚌埠医科大学第一附属医院和其第二附属医院。其中，蚌埠医科大学第一附属医院前身为国家水利部治淮委员会直属医院，是卫生部首批三级甲等医院、国家级爱婴医院、国家临床药理基地， 蚌埠医科大学第二附属医院是上海铁路局蚌埠铁路分局中心医院，也是全国铁路系统建院最早的医院之一。这两所医院在“2016中国医院竞争力 ·省域医院（各省）30强”中分别位列安徽省第3、23位。中国人民解放军一二三医院是是一所集预防、医疗、科研、教学、保健、康复、急救为一体的综合性三级甲等医院。蚌埠市第三人民医院是一所集医疗、科研、教学、预防、康复为一体的安徽省规模较大的一所综合性三级甲等医院，是皖北地区区域医疗中心之一。

### 旅游

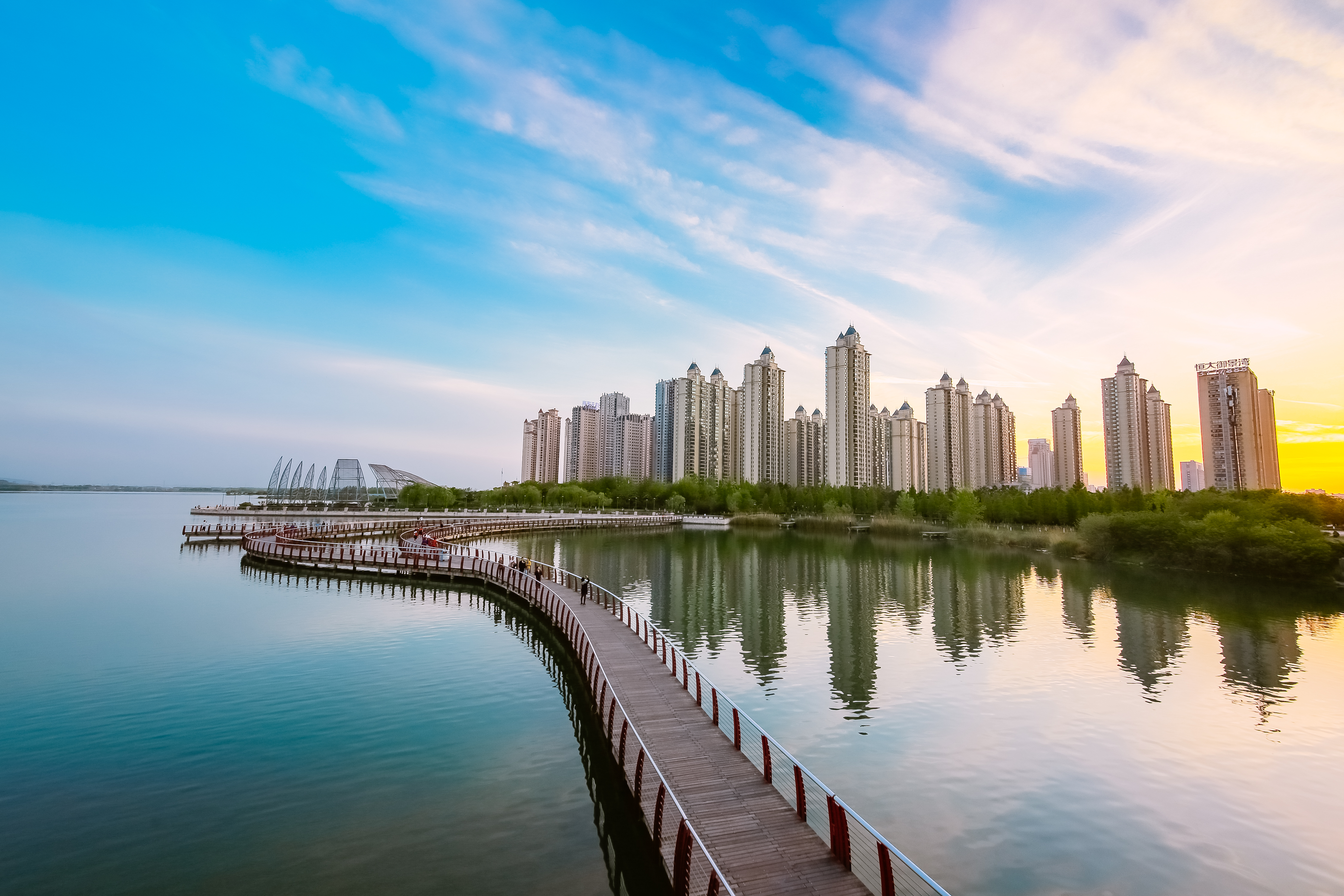
蚌埠市龙子湖风景区

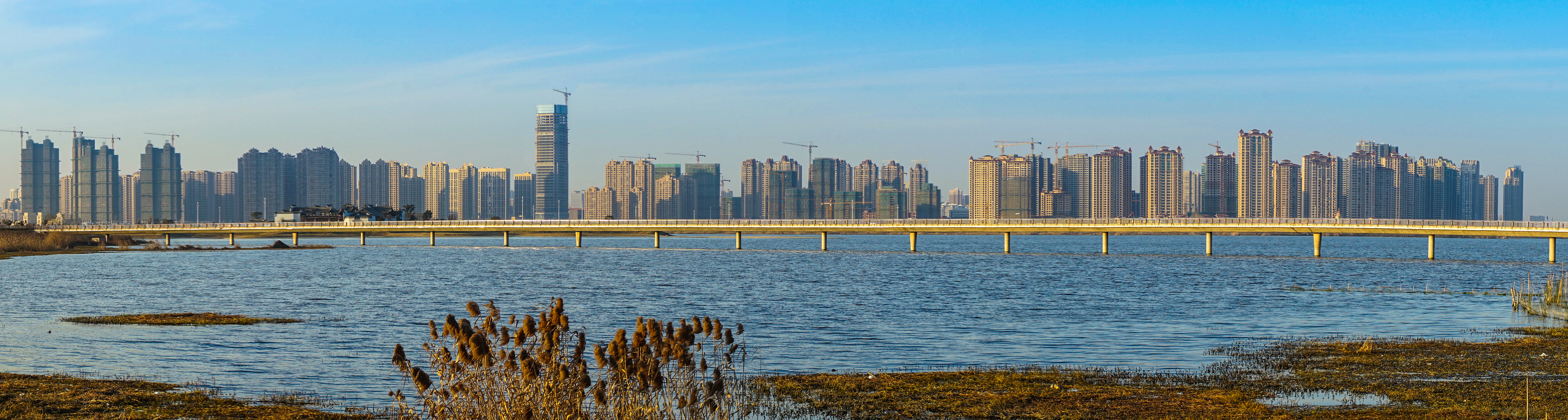
蚌埠市龙子湖区远眺

蚌埠市作为国家园林城市，且是安徽省的四大旅游中心城市之一，截至2015年共有A级旅游景区28个，其中4A级旅游景区5个，3A级旅游景区7个，2A级旅游景区16个；国家级重点文物保护单位1个，省级文物保护单位11个，省级风景名胜区2个，省级自然保护区1个。2015年，蚌埠全市旅游总收入159.8亿元，比上年增长35%。接待国内游客2628.9万人次，接待入境游客5.1万人次。

#### 著名景观
蚌埠拥有“蚌埠十景”一说，分别为十面埋伏、霸王别姬等典故的出处垓下古战场的垓下凭吊；包含白乳泉，卞和洞、启母石、禹王庙的荆涂揽胜；淮河文化广场以及音乐喷泉的新城夜色；涵盖龙子湖和锥子山风景区，包括汤和墓、珍珠桥、龙子湖大桥、烈士陵园、湖上升明月在内的龙湖风光；城中河淮河两岸的风光淮畔观柳；市中心的津浦大塘公园晨光；相传大禹会诸侯“禹会诸侯于涂山，执玉帛者万国”的禹会怀古；包括望淮塔、张公湖的张公山麓；沱湖品蟹和蚌山夕照。

#### 城市公园和广场
预计到2020年，蚌埠城区绿地率将达到32.9%，绿化覆盖率达到41.7%。 城市主要公园有龙湖桥头公园、淮滨公园、张公山公园、津浦大塘公园、南山儿童公园等。主要广场有大禹文化广场、淮河文化广场等。

#### 全国重点文物保护单位
- 双墩遗址
- 禹会村遗址
- 垓下遗址
- 双墩春秋墓
- 化明塘严氏墓
- 汤和墓
- 怀远教会建筑旧址

### 外事

#### 国内友好城市
蚌埠市已经与如下国内城市结成友好城市关系：
- 江苏省淮安市
- 江苏省连云港市
- 江苏省镇江市
- 宁夏回族自治区石嘴山市
- 福建省泉州市
- 海南省海口市
- 云南省昭通市
- 内蒙古自治区通辽市
- 甘肃省兰州市
- 北京市门头沟区
- 上海市静安区
- 上海市长宁区

#### 国际友好城市
蚌埠市与5个国家建立了6对国际友好城市关系。
| 友好城市                           | 结好时间       | 签字地点   |
| ---------------------------------- | -------------- | ---------- |
| 日本摄津市                         | 1984年5月5日   | 蚌埠市     |
| 義大利贝尔加莫市                   | 1988年9月6日   | 贝尔加莫   |
| 義大利贝尔加莫省                   | 1988年11月19日 |            |
| 英国坦姆赛德                       | 1995年3月29日  | 蚌埠市     |
| 巴西巴拉曼萨市                     | 1999年7月20日  | 巴拉曼萨市 |
| 匈牙利索尔诺克                     | 2016年9月10日  |            |
| 白俄羅斯布列斯特州别列佐夫斯基大区 | 2017年9月14日  | 蚌埠市     |

#### 经贸伙伴关系城市
蚌埠市与5个国家建立了5对国际经贸伙伴城市关系。
| 友好城市       | 结好时间      | 签字地点 |
| -------------- | ------------- | -------- |
| 德国克雷费尔德 | 1987年9月2日  | 蚌埠市   |
| 土耳其辛江     | 1991年5月26日 | 辛江     |
| 俄羅斯赤塔州   | 1994年2月25日 | 蚌埠市   |
| 美国           | 2001年12月4日 |          |
|                | 2002年5月10日 | 蚌埠市   |